# Топонимы Украины, переименованные в ходе декоммунизации
Это список населённых пунктов и административных единиц, переименованных в соответствии с Законом Украины № 317-VIII «Об осуждении коммунистического и национал-социалистического (нацистского) тоталитарных режимов и запрете пропаганды их символики». По состоянию на 15 июля 2016 переименовали 906 населённых пунктов, 19 районов и 27 районов в городах. Постановление ещё по 70 населённым пунктам и 5 районам на территории Крыма пока не вступило в силу.

## Обозначения
- ПВРУ 984-VIII — Постановление Верховной Рады Украины № 984-VIII «О переименовании отдельных населённых пунктов и районов» от 4 февраля 2016 года[2].
- ПВРУ 1037-VIII — Постановление Верховной Рады Украины № 1037-VIII «О переименовании отдельных населённых пунктов» от 17 марта 2016 года[3].
- ПВРУ 1351-VIII — Постановление Верховной Рады Украины № 1351-VIII «О переименовании отдельных населённых пунктов и районов на временно оккупированных территориях Донецкой и Луганской областей» от 12 мая 2016 года[4].
- ПВРУ 1352-VIII — Постановление Верховной Рады Украины № 1352-VIII «О переименовании отдельных населённых пунктов и районов Автономной Республики Крым и города Севастополя» от 12 мая 2016 года[5].
- ПВРУ 1353-VIII — Постановление Верховной Рады Украины № 1353-VIII «О переименовании отдельных населённых пунктов» от 12 мая 2016 года[6].
- ПВРУ 1374-VIII — Постановление Верховной Рады Украины № 1374-VIII «О переименовании некоторых насёленных пунктов» от 19 мая 2016 года[7].
- ПВРУ 1377-VIII — Постановление Верховной Рады Украины № 1377-VIII «О переименовании отдельных населённых пунктов и районов» от 19 мая 2016 года[8].
- ПВРУ 1465-VIII — Постановление Верховной Рады Украины № 1465-VIII «О переименовании некоторых населённых пунктов Николаевской, Одесской, Харьковской областей и Коминтерновского района Одесской области» от 14 июля 2016 года[9].
- ПВРУ 1467-VIII — Постановление Верховной Рады Украины № 1467-VIII «О переименовании некоторых населённых пунктов Закарпатской, Одесской и Черниговской областей» от 14 июля 2016 года[10].
- ПВРУ 2615-VIII — Постановление Верховной Рады Украины № 2615-VIII «О переименовании Кировоградского района Кировоградской области» от 20 ноября 2018 года[11].

 Административные единицы и населённые пункты, расположенные на полностью неконтролируемой Украиной территориях
 Административные единицы, которые частично расположены на неконтролируемой Украиной территориях
Статус населённых пунктов:
- подчёркнуты областные центры
- жирным выделены районные центры
- курсивом выделены центры объединённых территориальных общин (в которых уже состоялись или назначены выборы)

Названия административных единиц, которым подчинены административные единицы или населенные пункты, приведены по состоянию на 1 января 2016.

## Административные единицы

### Области
Поскольку перечень областей Украины содержится в 133 статье Конституции Украины, то их переименование требует внесения изменений в основной закон. Внесение изменений в конституцию происходит по другой, более сложной, парламентской процедуре, чем принятие обычных постановлений Верховной рады, поэтому две области Украины остаются не переименованными. Кроме того, с началом российского вторжения на Украине введено военное положение, запрещающее делать изменения к конституцию.
Области, подлежащие переименованию:
- Днепропетровская
- Кировоградская

### Районы
| Старое название            | Область          | Новое название       | Ссылка         |
| -------------------------- | ---------------- | -------------------- | -------------- |
| Днепропетровский район     | Днепропетровская | Днепровский район    | ПВРУ 1377-VIII |
| Артёмовский район          | Донецкая         | Бахмутский район     | ПВРУ 984-VIII  |
| Володарский                | Донецкая         | Никольский район     | ПВРУ 1353-VIII |
| Красноармейский район      | Донецкая         | Покровский район     | ПВРУ 1353-VIII |
| Краснолиманский район      | Донецкая         | Лиманский район      | ПВРУ 1377-VIII |
| Першотравневый район       | Донецкая         | Мангушский район     | ПВРУ 1377-VIII |
| Тельмановский район        | Донецкая         | Бойковский район     | ПВРУ 1351-VIII |
| Володарско-Волынский район | Житомирская      | Хорошевский район    | ПВРУ 1353-VIII |
| Червоноармейский район     | Житомирская      | Пулинский район      | ПВРУ 1377-VIII |
| Куйбышевский район         | Запорожская      | Бильмакский район    | ПВРУ 1353-VIII |
| Кировоградский район       | Кировоградская   | Кропивницкий район   | ПВРУ 2615-VIII |
| Ульяновский район          | Кировоградская   | Благовещенский район | ПВРУ 1377-VIII |
| Краснодонский район        | Луганская        | Сорокинский район    | ПВРУ 1351-VIII |
| Свердловский район         | Луганская        | Должанский район     | ПВРУ 1351-VIII |
| Жовтневый район            | Николаевская     | Витовский район      | ПВРУ 1377-VIII |
| Коминтерновский район      | Одесская         | Лиманский район      | ПВРУ 1465-VIII |
| Котовский район            | Одесская         | Подольский район     | ПВРУ 1353-VIII |
| Красноокнянский район      | Одесская         | Окнянский район      | ПВРУ 1377-VIII |
| Фрунзовский район          | Одесская         | Захарьевский район   | ПВРУ 1377-VIII |
| Цюрупинский район          | Херсонская       | Алёшковский район    | ПВРУ 1377-VIII |
| Щорский район              | Черниговская     | Сновский район       | ПВРУ 1353-VIII |

| Старое название | Область | Новое название       | Ссылка         |
| --- | ------- | -------------------- | -------------- |
| Кировский район | АР Крым | Ислямтерекский район | ПВРУ 1352-VIII |
| Красногвардейский район | АР Крым | Курманский район     | ПВРУ 1352-VIII |
| Красноперекопский район | АР Крым | Перекопский район    | ПВРУ 1352-VIII |
| Ленинский район | АР Крым | Едикуйский район     | ПВРУ 1352-VIII |
| Советский район | АР Крым | Ичкинский район      | ПВРУ 1352-VIII |
| Районы, выделенные курсивом, при вводе постановления о переименовании в действие одновременно упразднялись в связи с укрупнением районов. |         |                      |                |

#### Районы в городах
Обозначения:
- — принято решение городского совета или распоряжение городского головы или председателя областной государственной администрации, опубликовано в Ведомостях Верховной Рады Украины
- — принято решение городского совета, распоряжение городского головы или председателя областной государственной администрации, ожидается публикация в Ведомостях Верховной Рады Украины

Горловка
- Калининский район

Днепр (Днепропетровск)
- Бабушкинский район →  Шевченковский район
- Жовтневый район →  Соборный район
- Кировский район →  Центральный район
- Красногвардейский район →  Чечеловский район
- Ленинский район →  Новокодакский район

Донецк
- Будённовский район
- Ворошиловский район
- Калининский район
- Кировский район
- Куйбышевский район
- Ленинский район
- Петровский район
- Пролетарский район

Запорожье
- Жовтневый район →  Александровский район
- Коммунарский район
- Ленинский район →  Днепровский район
- Орджоникидзевский район →  Вознесеновский район

Каменское (Днепродзержинск)
- Баглейский район →  Пивденный район

Кропивницкий (Кировоград)
- Кировский район →  Фортечный район
- Ленинский район →  Подольский район

Кривой Рог
- Дзержинский район →  Металлургический район
- Жовтневый район →  Покровский район

Луганск
- Артёмовский район
- Жовтневый район
- Ленинский район

Макеевка
- Кировский район
- Советский район
- Красногвардейский район

Мариуполь
- Жовтневый район →  Центральный район
- Ильичёвский район →  Кальмиусский район
- Орджоникидзевский район →  Левобережный район

Николаев
- Ленинский район →  Ингульский район

Полтава
- Ленинский район →  Подольский район[укр.]
- Октябрьский район →  Шевченковский район[укр.]

Севастополь
- Ленинский район

Харьков
- Дзержинский район →  Шевченковский район
- Жовтневый район →  Новобаварский район
- Коминтерновский район→  Слободской район
- Ленинский район →  Холодногорский район
- Орджоникидзевский район →  Индустриальный район
- Фрунзенский район →  Немышлянский район
- Червонозаводский район → Основянский район

Херсон
- Комсомольский район →  Корабельный район

### Объединённые территориальные общины
Ниже представлен список переименованных объединенных территориальных общин:
- Елизаровская сельская община (Днепропетровская область, Днепровский район) → Святовасильевская
- Ленинская сельская община (Днепропетровская область, Криворожский район) → Грушевская
- Юбилейная поселковая община (Днепропетровская область, Днепровский район) → Слобожанская
- Червоноармейская сельская община (Одесская область, Березовский район) → Новокальчевская
- Краснолиманская городская община (Донецкая область, Краматорский район) → Лиманская
- Октябрьская сельская община (Донецкая область, Покровский район) → Шаховская
- Чапаевская сельская община (Запорожская область, Пологовский район) → Воскресенская
- Артёмовская поселковая община (Полтавская область, Чутовский район) → Скороходовская
- Жовтневая сельская община (Днепропетровская область, Криворожский район) → Вакуловская

### Городские, сельские и поселковые советы
Переименованию подлежало большинство местных советов, центрами которых являлись населённые пункты, подлежавшие переименованию. Помимо них должен был быть переименован Красный сельский совет Великобелозёрского района Запорожской области, однако в октябре 2016 года он вошёл в состав Великобелозёрской сельской общины, которая в 2020 году вошла в состав Васильевского района.
Уже переименованные сельские советы:
| Старое название                    | Район          | Область          | Новое название                   | Источник                                             |
| ---------------------------------- | -------------- | ---------------- | -------------------------------- | ---------------------------------------------------- |
| Радянский сельский совет           | Кременецкий    | Тернопольская    | Великомлыновецкий сельский совет | Ведомости Верховной Рады Украины 2016, № 19, стр. 48 |
| Ленинский сельский совет           | Красноградский | Харьковская      | Зорянский сельский совет         | Ведомости Верховной Рады Украины 2016, № 22, стр. 32 |
| Ленинский сельский совет           | Драбовский     | Черкасская       | Богдановский сельский совет      | Ведомости Верховной Рады Украины 2016, № 17, стр. 32 |
| Орджоникидзевский сельский совет   | Днепровский    | Днепропетровская | Новотаромский сельский совет     |                                                      |
| Ленинский сельский совет           | Первомайский   | Николаевская     | Чауснянский сельский совет       |                                                      |
| Розо-Люксембургский сельский совет | Каховский      | Херсонская       | Фёдоровский сельский совет       |                                                      |

## Населённые пункты

### Автономная Республика Крым
Населённые пункты АРК переименованы Поставлением Верховной Рады Украины от 12 мая 2016 года № 1352-VIII. Документ изначально должен был вступить в силу с момента «возвращения Крыма под общую юрисдикцию Украины». 9 сентября 2023 года, несмотря на отсутствие контроля над полуостровом, вступили в силу поправки, которые ввели в действие данное постановление в отношении Крыма.
| Тип                     | Старое название   | Район/городской совет       | Новое название  | Ссылка         |
| ----------------------- | ----------------- | --------------------------- | --------------- | -------------- |
| посёлок городского типа | Куйбышево         | Бахчисарайский              | Албат           | ПВРУ 1352-VIII |
| село                    | Новоульяновка     | Бахчисарайский              | Отарчик         | ПВРУ 1352-VIII |
| село                    | Фурмановка        | Бахчисарайский              | Актачи          | ПВРУ 1352-VIII |
| село                    | Ударное           | Белогорский                 | Бочала          | ПВРУ 1352-VIII |
| село                    | Ульяновка         | Белогорский                 | Султан-Сарай    | ПВРУ 1352-VIII |
| село                    | Завет-Ленинский   | Джанкойский                 | Кучук-Алкалы    | ПВРУ 1352-VIII |
| село                    | Комсомольское     | Джанкойский                 | Орак-Аджи       | ПВРУ 1352-VIII |
| село                    | Ларино            | Джанкойский                 | Житомирское     | ПВРУ 1352-VIII |
| село                    | Октябрь           | Джанкойский                 | Бай-Кончек      | ПВРУ 1352-VIII |
| село                    | Островское        | Джанкойский                 | Тархан-Сунак    | ПВРУ 1352-VIII |
| село                    | Советское         | Джанкойский                 | Мишен-Найман    | ПВРУ 1352-VIII |
| село                    | Субботник         | Джанкойский                 | Конурча         | ПВРУ 1352-VIII |
| село                    | Ударное           | Джанкойский                 | Джадра-Шейх-Эли | ПВРУ 1352-VIII |
| село                    | Калинино          | Красногвардейский           | Умют            | ПВРУ 1352-VIII |
| посёлок городского типа | Кировское         | Кировский                   | Ислям-Терек     | ПВРУ 1352-VIII |
| село                    | Коммунары         | Красногвардейский           | Ираде           | ПВРУ 1352-VIII |
| село                    | Красный Партизан  | Красногвардейский           | Борангар        | ПВРУ 1352-VIII |
| посёлок городского типа | Красногвардейское | Красногвардейский           | Курман          | ПВРУ 1352-VIII |
| село                    | Краснознаменка    | Красногвардейский           | Старый Млын     | ПВРУ 1352-VIII |
| село                    | Ленинское         | Красногвардейский           | Кир-Байлар      | ПВРУ 1352-VIII |
| посёлок городского типа | Октябрьское       | Красногвардейский           | Биюк-Онлар      | ПВРУ 1352-VIII |
| село                    | Ульяновка         | Красногвардейский           | Давчи           | ПВРУ 1352-VIII |
| село                    | Чапаево           | Красногвардейский           | Нейшпроцунг     | ПВРУ 1352-VIII |
| село                    | Красноармейское   | Красноперекопский           | Мырза-Кояш      | ПВРУ 1352-VIII |
| село                    | Пролетарка        | Красноперекопский           | Асс             | ПВРУ 1352-VIII |
| село                    | Совхозное         | Красноперекопский           | Каракуль        | ПВРУ 1352-VIII |
| село                    | Войково           | Ленинский                   | Катырлез        | ПВРУ 1352-VIII |
| село                    | Ильичёво          | Ленинский                   | Кара-Кую        | ПВРУ 1352-VIII |
| село                    | Кирово            | Ленинский                   | Карса           | ПВРУ 1352-VIII |
| посёлок городского типа | Ленино            | Ленинский                   | Еди-Кую         | ПВРУ 1352-VIII |
| село                    | Ленинское         | Ленинский                   | Полтавское      | ПВРУ 1352-VIII |
| село                    | Либкнехтовка      | Ленинский                   | Кытай           | ПВРУ 1352-VIII |
| село                    | Октябрьское       | Ленинский                   | Мелек-Чесме     | ПВРУ 1352-VIII |
| село                    | Фрунзе            | Нижнегорский                | Бюйтен          | ПВРУ 1352-VIII |
| село                    | Войково           | Первомайский                | Айбар           | ПВРУ 1352-VIII |
| село                    | Калинино          | Первомайский                | Орман-Аджи      | ПВРУ 1352-VIII |
| село                    | Октябрьское       | Первомайский                | Кучук-Бораш     | ПВРУ 1352-VIII |
| село                    | Островское        | Первомайский                | Кият            | ПВРУ 1352-VIII |
| село                    | Правда            | Первомайский                | Дер-Эмес        | ПВРУ 1352-VIII |
| село                    | Свердловское      | Первомайский                | Девлет-Али      | ПВРУ 1352-VIII |
| село                    | Стахановка        | Первомайский                | Бешуйли-Иляк    | ПВРУ 1352-VIII |
| село                    | Фрунзе            | Первомайский                | Биюк-Бораш      | ПВРУ 1352-VIII |
| село                    | Чапаево           | Первомайский                | Боташ           | ПВРУ 1352-VIII |
| село                    | Аврора            | Раздольненский              | Татыш-Конрат    | ПВРУ 1352-VIII |
| село                    | Коммунарное       | Раздольненский              | Кереит          | ПВРУ 1352-VIII |
| село                    | Котовское         | Раздольненский              | Бюйтен          | ПВРУ 1352-VIII |
| село                    | Красноармейское   | Раздольненский              | Коджалак        | ПВРУ 1352-VIII |
| село                    | Ульяновка         | Раздольненский              | Тавкель-Найман  | ПВРУ 1352-VIII |
| село                    | Фрунзе            | Сакский                     | Багайлы         | ПВРУ 1352-VIII |
| село                    | Фурманово         | Сакский                     | Мамут-Бай       | ПВРУ 1352-VIII |
| село                    | Шаумян            | Сакский                     | Яны Кёгенеш     | ПВРУ 1352-VIII |
| село                    | Лазаревка         | Симферопольский             | Бура            | ПВРУ 1352-VIII |
| село                    | Пионерское        | Симферопольский             | Джолман         | ПВРУ 1352-VIII |
| село                    | Совхозное         | Симферопольский             | Темир-Ага       | ПВРУ 1352-VIII |
| село                    | Ильичёво          | Советский                   | Киянлы          | ПВРУ 1352-VIII |
| село                    | Красногвардейское | Советский                   | Новый Цюрихталь | ПВРУ 1352-VIII |
| село                    | Краснофлотское    | Советский                   | Кайнаш          | ПВРУ 1352-VIII |
| село                    | Октябрьское       | Советский                   | Деппар-Юрт      | ПВРУ 1352-VIII |
| посёлок городского типа | Советский         | Советский                   | Ички            | ПВРУ 1352-VIII |
| село                    | Чапаевка          | Советский                   | Черкез-Тобай    | ПВРУ 1352-VIII |
| село                    | Артёмовка         | Черноморский                | Тока            | ПВРУ 1352-VIII |
| село                    | Кировское         | Черноморский                | Тарханкут       | ПВРУ 1352-VIII |
| село                    | Новоульяновка     | Черноморский                | Коп-Аран        | ПВРУ 1352-VIII |
| город                   | Красноперекопск   | Красноперекопский           | Яны Капу        | ПВРУ 1352-VIII |
| посёлок городского типа | Комсомольское     | городской округ Симферополь | Бакачик-Кият    | ПВРУ 1352-VIII |
| посёлок городского типа | Орджоникидзе      | городской округ Феодосия    | Кайгадор        | ПВРУ 1352-VIII |
| село                    | Пионерское        | городской округ Феодосия    | Герценберг      | ПВРУ 1352-VIII |
| посёлок городского типа | Куйбышево         | городской округ Ялта        | Исар            | ПВРУ 1352-VIII |
| посёлок городского типа | Советское         | городской округ Ялта        | Долоссы         | ПВРУ 1352-VIII |

### Винницкая область
| Тип     | Старое название       | Район                | Новое название    | Ссылка         |
| ------- | --------------------- | -------------------- | ----------------- | -------------- |
| село    | Червоное              | Барский              | Грабовцы          | ПВРУ 1377-VIII |
| село    | Красное               | Винницкий            | Махновка          | ПВРУ 1377-VIII |
| село    | Ленинка               | Жмеринский           | Варжинка          | ПВРУ 1377-VIII |
| село    | Чапаевка              | Жмеринский           | Малые Коростовцы  | ПВРУ 1377-VIII |
| село    | Жовтневое             | Калиновский          | Вишнёвое          | ПВРУ 1353-VIII |
| село    | Кировка               | Калиновский          | Мирное            | ПВРУ 1353-VIII |
| село    | Коммунаровка          | Калиновский          | Бережаны          | ПВРУ 1353-VIII |
| село    | Червоная Трибуновка   | Калиновский          | Забара            | ПВРУ 1353-VIII |
| село    | Комсомольское         | Казатинский          | Махновка          | ПВРУ 1353-VIII |
| село    | Радянское             | Крыжопольский        | Княжья Криница    | ПВРУ 1377-VIII |
| село    | Свердловка            | Липовецкий           | Пеньковка         | ПВРУ 1353-VIII |
| посёлок | Червоная Зирка        | Липовецкий           | Малая Белая       | ПВРУ 1037-VIII |
| село    | Радянское             | Литинский            | Литинские Хутора  | ПВРУ 1377-VIII |
| село    | Ленинская Слобода     | Мурованокуриловецкий | Каменецкие Хутора | ПВРУ 1353-VIII |
| село    | Петровка              | Мурованокуриловецкий | Берлядка          | ПВРУ 1377-VIII |
| село    | Кирово                | Немировский          | Рачки             | ПВРУ 1377-VIII |
| село    | Марксово              | Немировский          | Монастырское      | ПВРУ 1377-VIII |
| село    | Жовтневое             | Погребищенский       | Поповцы           | ПВРУ 1353-VIII |
| село    | Чапаевка              | Погребищенский       | Надросье          | ПВРУ 1353-VIII |
| село    | Русава-Радянка        | Томашпольский        | Русава            | ПВРУ 1353-VIII |
| село    | Ждановка              | Хмельницкий          | Войтовцы          | ПВРУ 1377-VIII |
| село    | Пролетар              | Хмельницкий          | Дубина            | ПВРУ 1353-VIII |
| село    | Червоная Владимировка | Хмельницкий          | Владимировка      | ПВРУ 1353-VIII |
| село    | Червоная Гребля       | Чечельницкий         | Попова Гребля     | ПВРУ 1377-VIII |
| посёлок | Петровское            | Шаргородский         | Синежупанники     | ПВРУ 1377-VIII |
| село    | Чапаево               | Шаргородский         | Новые Хоменки     | ПВРУ 1374-VIII |
| село    | Радянское             | Ямпольский           | Нечуевка          | ПВРУ 984-VIII  |

### Волынская область
| Тип                     | Досоветское название | Старое название | Район/Горсовет         | Новое название | Ссылка         |
| ----------------------- | -------------------- | --------------- | ---------------------- | -------------- | -------------- |
| село                    | Могильно             | Жовтневое       | Владимир-Волынский     | Сусваль        | ПВРУ 1377-VIII |
| село                    | Княгининок           | Маяки           | Луцкий                 | Княгининок     | ПВРУ 1377-VIII |
| посёлок городского типа | —                    | Жовтневое       | Нововолинский горсовет | Благодатное    | ПВРУ 1353-VIII |

### Днепропетровская область
| Тип                     | Старое название     | Район/Горсовет                    | Новое название    | Ссылка         |
| ----------------------- | ------------------- | --------------------------------- | ----------------- | -------------- |
| село                    | Ленинское           | Апостоловский                     | Грушевка          | ПВРУ 984-VIII  |
| село                    | Память Ильича       | Апостоловский                     | Новоукраинское    | ПВРУ 1353-VIII |
| село                    | Червоная Зирка      | Апостоловский                     | Зоряное           | ПВРУ 1353-VIII |
| село                    | Интернациональное   | Васильковский                     | Долгое            | ПВРУ 1037-VIII |
| село                    | Кировское           | Васильковский                     | Тихое             | ПВРУ 1037-VIII |
| село                    | Петровское          | Васильковский                     | Бабаково          | ПВРУ 1037-VIII |
| село                    | Пролетарское        | Васильковский                     | Морозовское       | ПВРУ 1037-VIII |
| село                    | Карла Маркса        | Верхнеднепровский                 | Саксагань         | ПВРУ 1353-VIII |
| посёлок городского типа | Кировское           | Днепровский                       | Обуховка          | ПВРУ 1377-VIII |
| село                    | Орджоникидзе        | Днепровский                       | Новотаромское     | ПВРУ 1377-VIII |
| посёлок городского типа | Юбилейное           | Днепровский                       | Слобожанское      | ПВРУ 1353-VIII |
| село                    | Валовое             | Криворожский                      | Софиевка          | ПВРУ 1377-VIII |
| село                    | Калинина            | Криворожский                      | Калиновка         | ПВРУ 1353-VIII |
| село                    | Кирово              | Криворожский                      | Лесовое           | ПВРУ 1353-VIII |
| село                    | Кировка             | Криворожский                      | Даниловка         | ПВРУ 1377-VIII |
| село                    | Красино             | Криворожский                      | Красовское        | ПВРУ 1037-VIII |
| село                    | Ленина              | Криворожский                      | Садовое           | ПВРУ 1353-VIII |
| село                    | Орджоникидзе        | Криворожский                      | Шевченковское     | ПВРУ 1353-VIII |
| село                    | Радгоспное          | Криворожский                      | Надия             | ПВРУ 1377-VIII |
| село                    | Чапаевка            | Криворожский                      | Степовое          | ПВРУ 1353-VIII |
| село                    | Жовтневое           | Криничанский                      | Саксаганское      | ПВРУ 1377-VIII |
| село                    | Кимовка             | Криничанский                      | Черкасское        | ПВРУ 1353-VIII |
| село                    | Кировка             | Криничанский                      | Крутая Балка      | ПВРУ 1377-VIII |
| село                    | Ленина              | Криничанский                      | Казачье           | ПВРУ 1353-VIII |
| село                    | Октябрьское         | Криничанский                      | Украинское        | ПВРУ 1353-VIII |
| село                    | Чапаевка            | Криничанский                      | Лозуватское       | ПВРУ 1377-VIII |
| село                    | Червоная Украинка   | Криничанский                      | Малярщина         | ПВРУ 1377-VIII |
| село                    | Червоный Прапор     | Криничанский                      | Прапор            | ПВРУ 1353-VIII |
| село                    | Червоный Проминь    | Криничанский                      | Проминь           | ПВРУ 1377-VIII |
| посёлок городского типа | Щорск               | Криничанский                      | Божедаровка       | ПВРУ 984-VIII  |
| село                    | Карла Маркса        | Магдалиновский                    | Калиновка         | ПВРУ 1037-VIII |
| село                    | Новопролетарское    | Магдалиновский                    | Звёздное          | ПВРУ 1353-VIII |
| посёлок                 | Пролетарское        | Магдалиновский                    | Приорельское      | ПВРУ 1353-VIII |
| село                    | Радянское           | Магдалиновский                    | Кильчень          | ПВРУ 1037-VIII |
| село                    | Краснознаменка      | Межевский                         | Беляковка         | ПВРУ 1374-VIII |
| село                    | Ленинское           | Межевский                         | Степное           | ПВРУ 1353-VIII |
| село                    | Новопетровское      | Межевский                         | Мироновое         | ПВРУ 1377-VIII |
| село                    | Петровское          | Межевский                         | Зелёное           | ПВРУ 1377-VIII |
| село                    | Кирово              | Никопольский                      | Чистополь         | ПВРУ 1353-VIII |
| село                    | Колгоспное          | Никопольский                      | Бекетовка         | ПВРУ 1353-VIII |
| село                    | Менжинское          | Никопольский                      | Пригородное       | ПВРУ 1353-VIII |
| село                    | Орджоникидзе        | Никопольский                      | Степовое          | ПВРУ 1353-VIII |
| село                    | Выдвиженец          | Новомосковский                    | Миролюбовка       | ПВРУ 1037-VIII |
| село                    | Днепрельстан        | Новомосковский                    | Затишное          | ПВРУ 1353-VIII |
| село                    | Коминтерн           | Новомосковский                    | Козырщина         | ПВРУ 1037-VIII |
| село                    | Радсело             | Новомосковский                    | Веселое           | ПВРУ 1037-VIII |
| посёлок                 | Фрунзе              | Новомосковский                    | Вишневое          | ПВРУ 1037-VIII |
| село                    | Котовец             | Павлоградский                     | Дачное            | ПВРУ 1353-VIII |
| село                    | Тельмана            | Павлоградский                     | Шахтёрское        | ПВРУ 1353-VIII |
| село                    | Жовтневое           | Петриковский                      | Кулишево          | ПВРУ 1037-VIII |
| село                    | Радсело             | Петриковский                      | Радостное         | ПВРУ 1374-VIII |
| село                    | Червонопартизанское | Петриковский                      | Малая Петриковка  | ПВРУ 1037-VIII |
| посёлок городского типа | Брагиновка          | Петропавловский                   | Зализничное       | ПВРУ 1374-VIII |
| село                    | Брагиновка          | Петропавловский                   | Богиновка         | ПВРУ 1353-VIII |
| село                    | Кировка             | Покровский                        | Дрозды            | ПВРУ 1353-VIII |
| село                    | Коммунаровка        | Покровский                        | Христофоровка     | ПВРУ 1377-VIII |
| село                    | Новопетровское      | Покровский                        | Терновое          | ПВРУ 1377-VIII |
| село                    | Циково              | Покровский                        | Левадное          | ПВРУ 1037-VIII |
| село                    | Червоный Лиман      | Покровский                        | Добропасовое      | ПВРУ 1377-VIII |
| посёлок                 | Заря Коммунизма     | Пятихатский                       | Заря              | ПВРУ 1037-VIII |
| село                    | Комсомольское       | Пятихатский                       | Цевки             | ПВРУ 1353-VIII |
| село                    | Коммунаровка        | Пятихатский                       | Радужное          | ПВРУ 1353-VIII |
| посёлок                 | Радгоспное          | Пятихатский                       | Вершинное         | ПВРУ 1377-VIII |
| село                    | Холодиевка          | Пятихатский                       | Байдаковка        | ПВРУ 1377-VIII |
| село                    | Октябрьское         | Синельниковский                   | Максимовка        | ПВРУ 1037-VIII |
| село                    | Петровское          | Синельниковский                   | Вербки-Осокоровка | ПВРУ 1377-VIII |
| посёлок                 | Фрунзе              | Синельниківський                  | Вишневецкое       | ПВРУ 1037-VIII |
| село                    | Виленка             | Солонянский                       | Вольное           | ПВРУ 1353-VIII |
| село                    | Войково             | Солонянский                       | Цветущее          | ПВРУ 1353-VIII |
| село                    | Дзержиновка         | Солонянский                       | Иверское          | ПВРУ 1353-VIII |
| село                    | Днепрельстан        | Солонянский                       | Паньковое         | ПВРУ 1377-VIII |
| посёлок                 | Елизарово           | Солонянский                       | Святовасильевка   | ПВРУ 1353-VIII |
| посёлок                 | Жданово             | Солонянский                       | Надиевка          | ПВРУ 1353-VIII |
| село                    | Ленинское           | Солонянский                       | Богдановка        | ПВРУ 1377-VIII |
| село                    | Ликнеп              | Солонянский                       | Солнечное         | ПВРУ 1353-VIII |
| село                    | Мопровское          | Солонянский                       | Богатое           | ПВРУ 1353-VIII |
| село                    | Радянское           | Солонянский                       | Вишнёвое          | ПВРУ 1353-VIII |
| село                    | Червоное            | Солонянский                       | Межевое           | ПВРУ 1353-VIII |
| село                    | Червоный Маяк       | Солонянский                       | Маяк              | ПВРУ 1353-VIII |
| село                    | Червоный Яр         | Солонянский                       | Гайдамацкое       | ПВРУ 1353-VIII |
| село                    | Червоноармейское    | Солонянский                       | Анно-Мусиевка     | ПВРУ 1377-VIII |
| село                    | Жовтневое           | Софиевский                        | Вакулово          | ПВРУ 1377-VIII |
| село                    | Ленина              | Софиевский                        | Дачное            | ПВРУ 1353-VIII |
| село                    | Менжинка            | Софиевский                        | Широкое           | ПВРУ 1037-VIII |
| село                    | Владимировка        | Томаковский                       | Высокое           | ПВРУ 1377-VIII |
| село                    | Кирово              | Томаковский                       | Крутенькое        | ПВРУ 1353-VIII |
| село                    | Червоноукраинка     | Томаковский                       | Весёлый Яр        | ПВРУ 1353-VIII |
| село                    | Котовское           | Широковский                       | Мирное            | ПВРУ 1037-VIII |
| село                    | Розы Люксембург     | Широковский                       | Гречаные Поды     | ПВРУ 1377-VIII |
| село                    | Свердловское        | Широковский                       | Спасское          | ПВРУ 1037-VIII |
| село                    | Чапаевка            | Широковский                       | Благодатное       | ПВРУ 1037-VIII |
| село                    | Червоный Плугатарь  | Широковский                       | Плугатарь         | ПВРУ 1353-VIII |
| село                    | Комсомольское       | Юрьевский                         | Солонцы           | ПВРУ 1353-VIII |
| город                   | Днепродзержинск     | Днепродзержинский городской округ | Каменское         | ПВРУ 1377-VIII |
| город                   | Днепропетровск      | Днепропетровский городской округ  | Днепр             | ПВРУ 1375-VIII |
| город                   | Орджоникидзе        | городской округ Орджоникидзе      | Покров            | ПВРУ 1037-VIII |

### Донецкая область
| Тип                     | Старое название   | Район/Горсовет                              | Новое название      | Ссылка         |
| ----------------------- | ----------------- | ------------------------------------------- | ------------------- | -------------- |
| посёлок городского типа | Войковский        | Амвросиевский                               | Капаны              | ПВРУ 1351-VIII |
| посёлок                 | Володарского      | Амвросиевский                               | Верхнеосыковое      | ПВРУ 1351-VIII |
| посёлок                 | Котовского        | Амвросиевский                               | Калиновое           | ПВРУ 1351-VIII |
| село                    | Ленинское         | Амвросиевский                               | Верхнееланчик       | ПВРУ 1351-VIII |
| село                    | Новопетровское    | Амвросиевский, Благодатневский сельсовет    | Садовое             | ПВРУ 1351-VIII |
| село                    | Новопетровское    | Амвросиевский, Алексеевский сельсовет       | Ольховчик           | ПВРУ 1351-VIII |
| посёлок                 | Артёмовское       | Артемовский                                 | Хромово             | ПВРУ 1377-VIII |
| посёлок                 | Калинина          | Артемовский                                 | Калиновка           | ПВРУ 984-VIII  |
| село                    | Кирово            | Артемовский                                 | Свято-Покровское    | ПВРУ 984-VIII  |
| село                    | Коммуна           | Артемовский                                 | Дебальцевское       | ПВРУ 1377-VIII |
| село                    | Красное           | Артемовский                                 | Ивановское          | ПВРУ 1377-VIII |
| село                    | Красный Пахарь    | Артемовский                                 | Воздвиженка         | ПВРУ 984-VIII  |
| село                    | Петровское        | Артемовский                                 | Пазено              | ПВРУ 1037-VIII |
| село                    | Карла Маркса      | Великоновосёлковский                        | Мирное              | ПВРУ 984-VIII  |
| посёлок                 | Октябрь           | Великоновосёлковский                        | Благодатное         | ПВРУ 984-VIII  |
| посёлок                 | Октябрьское       | Великоновосёлковский                        | Керменчик           | ПВРУ 984-VIII  |
| село                    | Червоная Зирка    | Великоновосёлковский                        | Зирка               | ПВРУ 984-VIII  |
| село                    | Калинино          | Волновахский                                | Калиново            | ПВРУ 1037-VIII |
| село                    | Кировское         | Волновахский                                | Диановка            | ПВРУ 984-VIII  |
| посёлок городского типа | Комсомольский     | Волновахский                                | Графское            | ПВРУ 1377-VIII |
| село                    | Красновка         | Волновахский                                | Солнечное           | ПВРУ 1353-VIII |
| село                    | Октябрьское       | Волновахский                                | Стретенка           | ПВРУ 984-VIII  |
| село                    | Петровское        | Волновахский, Октяброрьский сельсовет       | Петровка            | ПВРУ 984-VIII  |
| посёлок                 | Петровское        | Волновахский                                | Новая Оленовка      | ПВРУ 1377-VIII |
| село                    | Чичерино          | Волновахский                                | Новоапостоловка     | ПВРУ 1377-VIII |
| посёлок городского типа | Володарское       | Волгодарский                                | Никольское          | ПВРУ 984-VIII  |
| село                    | Кирово            | Волгодарский                                | Келлеровка          | ПВРУ 984-VIII  |
| село                    | Октябрьское       | Волгодарский                                | Криничное           | ПВРУ 984-VIII  |
| село                    | Старченково       | Волгодарский                                | Темрюк              | ПВРУ 1377-VIII |
| село                    | Артёма            | Добропольский                               | Надия               | ПВРУ 984-VIII  |
| село                    | Ленина            | Добропольский                               | Мирное              | ПВРУ 984-VIII  |
| село                    | Октябрьское       | Добропольский                               | Шахово              | ПВРУ 1353-VIII |
| село                    | Петровское        | Добропольский, Золотоколодезьский сельсовет | Петровка            | ПВРУ 984-VIII  |
| село                    | Розы Люксембург   | Добропольский                               | Новое Шахово        | ПВРУ 1377-VIII |
| село                    | Урицкое           | Добропольский                               | Весна               | ПВРУ 984-VIII  |
| посёлок                 | Артёма            | Константиновский                            | Долгая Балка        | ПВРУ 1377-VIII |
| село                    | Артёмовка         | Константиновский                            | Софиевка            | ПВРУ 984-VIII  |
| село                    | Ильичаа           | Константиновский                            | Ильиновка           | ПВРУ 984-VIII  |
| село                    | Правдовка         | Константиновский                            | Старая Николаевка   | ПВРУ 1377-VIII |
| село                    | Воровское         | Красноармейский                             | Юрьевка             | ПВРУ 1353-VIII |
| посёлок                 | Димитрово         | Красноармейский                             | Котлино             | ПВРУ 1377-VIII |
| село                    | Калинино          | Красноармейский                             | Калиновка           | ПВРУ 984-VIII  |
| село                    | Красное           | Красноармейский                             | Сонцовка            | ПВРУ 1377-VIII |
| село                    | Ленино            | Красноармейский                             | Молодецкое          | ПВРУ 984-VIII  |
| село                    | Ленинское         | Красноармейский                             | Григоровка          | ПВРУ 984-VIII  |
| село                    | Луначарское       | Красноармейский                             | Фёдоровка           | ПВРУ 984-VIII  |
| село                    | Петровского       | Красноармейский                             | Орехово             | ПВРУ 1377-VIII |
| село                    | Ульяновка         | Красноармейский                             | Малиновка           | ПВРУ 1353-VIII |
| посёлок                 | Дзержинское       | Краснолиманский                             | Мирное              | ПВРУ 984-VIII  |
| село                    | Ильичовка         | Краснолиманский                             | Озёрное             | ПВРУ 984-VIII  |
| посёлок городского типа | Кировск           | Краснолиманский                             | Заречное            | ПВРУ 984-VIII  |
| село                    | Островского       | Марьинский                                  | Константинопольское | ПВРУ 1377-VIII |
| село                    | Дзержинское       | Новоазовский                                | Азов                | ПВРУ 1351-VIII |
| село                    | Красноармейское   | Новоазовский                                | Крещатикское        | ПВРУ 1351-VIII |
| село                    | Ленинское         | Новоазовский                                | Ужевка              | ПВРУ 1351-VIII |
| село                    | Октябрь           | Новоазовский                                | Верхнешироковское   | ПВРУ 1351-VIII |
| село                    | Розы Люксембург   | Новоазовский                                | Александровское     | ПВРУ 1351-VIII |
| село                    | Ильичевское       | Першотравневый                              | Покровское          | ПВРУ 1037-VIII |
| село                    | Радянская Украина | Першотравневый                              | Пригородное         | ПВРУ 1377-VIII |
| село                    | Червоная Украина  | Першотравневый                              | Украинка            | ПВРУ 984-VIII  |
| село                    | Красноармейское   | Славянский                                  | Новосёловка         | ПВРУ 1037-VIII |
| село                    | Октябрьское       | Славянский                                  | Маячка              | ПВРУ 1037-VIII |
| село                    | Войково           | Старобешевский                              | Каменное            | ПВРУ 1351-VIII |
| село                    | Воровское         | Старобешевский                              | Верхнекаменка       | ПВРУ 1351-VIII |
| посёлок                 | Калинина          | Старобешевский                              | Манжиков Кут        | ПВРУ 1351-VIII |
| посёлок                 | Кирово            | Старобешевский                              | Верезамское         | ПВРУ 1351-VIII |
| город                   | Комсомольское     | Старобешевский                              | Кальмиусское        | ПВРУ 1351-VIII |
| село                    | Коммунаровка      | Старобешевский                              | Сарабаш             | ПВРУ 1351-VIII |
| село                    | Ленинское         | Старобешевский                              | Любовка             | ПВРУ 1351-VIII |
| село                    | Калинино          | Тельмановский                               | Белокриничное       | ПВРУ 1351-VIII |
| село                    | Красный Октябрь   | Тельмановский                               | Майорово            | ПВРУ 1351-VIII |
| село                    | Октябрьское       | Тельмановский, Коньковский сельсовет        | Александровское     | ПВРУ 1351-VIII |
| село                    | Октябрьское       | Тельмановский, Мичуринский сельсовет        | Чирилянское         | ПВРУ 1351-VIII |
| село                    | Радянское         | Тельмановский                               | Лавриново           | ПВРУ 1351-VIII |
| посёлок городского типа | Тельманово        | Тельмановский                               | Бойковское          | ПВРУ 1351-VIII |
| село                    | Димитрова         | Шахтёрский                                  | Возрождение         | ПВРУ 1351-VIII |
| посёлок                 | Красный Партизан  | Ясиноватский                                | Бетманово           | ПВРУ 1351-VIII |
| посёлок                 | Петровское        | Ясиноватский                                | Степовое            | ПВРУ 1377-VIII |
| село                    | Розовка           | Ясиноватский                                | Александрополь      | ПВРУ 1377-VIII |
| город                   | Артёмовск         | Артёмовскский городской совет               | Бахмут              | ПВРУ 984-VIII  |
| город                   | Артёмово          | Дзержинский городской совет                 | Железное            | ПВРУ 1377-VIII |
| посёлок                 | Горького          | Дзержинский городской совет                 | Дачное              | ПВРУ 984-VIII  |
| город                   | Дзержинск         | Дзержинский городской совет                 | Торецк              | ПВРУ 984-VIII  |
| посёлок городского типа | Кирово            | Дзержинский городской совет                 | Пивничное           | ПВРУ 1377-VIII |
| посёлок городского типа | Ленинское         | Дзержинский городской совет                 | Пивденное           | ПВРУ 1377-VIII |
| посёлок                 | Перше Травня      | Дзержинский городской совет                 | Озаряновка          | ПВРУ 984-VIII  |
| город                   | Димитров          | Димитровский городской совет                | Мирноград           | ПВРУ 1353-VIII |
| село                    | Октябрьское       | Донецкий городской совет                    | Кисличее            | ПВРУ 1351-VIII |
| село                    | Червонозоряное    | Дружковский городской совет                 | Дружковское         | ПВРУ 1377-VIII |
| посёлок городского типа | Карло-Марксово    | Енакиевский городской совет                 | Софиевка            | ПВРУ 1351-VIII |
| село                    | Петровское        | Енакиевский городской совет                 | Кринички            | ПВРУ 1351-VIII |
| город                   | Юнокоммунаровск   | Енакиевский городской совет                 | Бунге               | ПВРУ 1351-VIII |
| город                   | Кировское (город) | Кировский городской совет                   | Крестовка           | ПВРУ 1351-VIII |
| город                   | Красноармейск     | Красноармейский городской совет             | Покровск            | ПВРУ 1353-VIII |
| город                   | Красный Лиман     | Краснолиманский городской совет             | Лиман               | ПВРУ 984-VIII  |
| посёлок городского типа | Красный Октябрь   | Макеевский городской совет                  | Липское             | ПВРУ 1351-VIII |
| посёлок городского типа | Пролетарское      | Макеевский городской совет                  | Пятиполье           | ПВРУ 1351-VIII |
| посёлок городского типа | Свердлово         | Макеевский городской совет                  | Холодное            | ПВРУ 1351-VIII |
| посёлок                 | Червоный Жовтень  | Снежнянский городской совет                 | Балка               | ПВРУ 1351-VIII |
| город                   | Торез             | Торезский городской совет                   | Чистяково           | ПВРУ 1351-VIII |
| посёлок городского типа | Войково           | Харцызский городской совет                  | Благодатное         | ПВРУ 1351-VIII |
| посёлок                 | Красный Пахарь    | Артёмовский                                 | Ступаково           | ПВРУ 1466-VIII |
| село                    | Коминтерново      | Волновахский                                | Пикузы              | ПВРУ 1466-VIII |

### Житомирская область
| Тип                     | Старое название     | Район/Горсовет     | Новое название   | Ссылка         |
| ----------------------- | ------------------- | ------------------ | ---------------- | -------------- |
| село                    | Чубаревка           | Андрушёвский       | Града            | ПВРУ 984-VIII  |
| село                    | Пятиричка           | Барановский        | Глинянка         | ПВРУ 1377-VIII |
| село                    | Червонопрапорное    | Барановский        | Смолка           | ПВРУ 1377-VIII |
| село                    | Радянское           | Бердичевский       | Романовка        | ПВРУ 984-VIII  |
| село                    | Червоная Зирка      | Бердичевский       | Лесовое          | ПВРУ 984-VIII  |
| посёлок городского типа | Володарск-Волынский | Хорошевский        | Хорошев          | ПВРУ 984-VIII  |
| село                    | Пятиричка           | Хорошевский        | Зелёный Гай      | ПВРУ 1353-VIII |
| село                    | Дзержинск           | Емильчинский район | Лесовое          | ПВРУ 984-VIII  |
| село                    | Радянское           | Коростенский       | Вишнёвое         | ПВРУ 984-VIII  |
| село                    | Щорсовка            | Коростенский       | Белошицы         | ПВРУ 1377-VIII |
| посёлок городского типа | Жовтневое           | Лугинский          | Миролюбов        | ПВРУ 1353-VIII |
| село                    | Чапаєвка            | Лугинский          | Николаевка       | ПВРУ 1353-VIII |
| село                    | Ленинское           | Любарский          | Квитневое        | ПВРУ 984-VIII  |
| село                    | Жовтневое           | Малинский          | Маклаевка        | ПВРУ 1377-VIII |
| село                    | Крупское            | Малинский          | Студень          | ПВРУ 1377-VIII |
| село                    | Червоный Плугатарь  | Малинский          | Косня            | ПВРУ 1377-VIII |
| село                    | Жовтневое           | Олевский           | Калиновка        | ПВРУ 1353-VIII |
| село                    | Комсомольское       | Олевский           | Покровское       | ПВРУ 984-VIII  |
| село                    | Жовтневое           | Попельнянский      | Квитневое        | ПВРУ 984-VIII  |
| посёлок                 | Радгоспное          | Попельнянский      | Корнинское       | ПВРУ 1353-VIII |
| село                    | Ленино              | Радомышельский     | Ставки           | ПВРУ 984-VIII  |
| село                    | Жовтневое           | Ружинский          | Новая Чёрнорудка | ПВРУ 1353-VIII |
| посёлок городского типа | Червоноармейск      | Червоноармейский   | Пулины           | ПВРУ 1377-VIII |
| село                    | Карла Маркса        | Черняховский       | Новые Жадьки     | ПВРУ 1353-VIII |

### Закарпатская область
| Тип  | Старое название | Район/Горсовет | Новое название  | Ссылка         |
| ---- | --------------- | -------------- | --------------- | -------------- |
| село | Комсомольск     | Тячевский      | Немецкая Мокрая | ПВРУ 984-VIII  |
| село | Жовтневое       | Хустский       | Забереж         | ПВРУ 1467-VIII |

### Запорожская область
| Тип                     | Старое название    | Район/Горсовет       | Новое название      | Ссылка         |
| ----------------------- | ------------------ | -------------------- | ------------------- | -------------- |
| село                    | Карла Маркса       | Бердянский           | Троицкое            | ПВРУ 1353-VIII |
| село                    | Луначарское        | Бердянский           | Азовское            | ПВРУ 1377-VIII |
| село                    | Червоноармейское   | Васильевский         | Долинка             | ПВРУ 1377-VIII |
| село                    | Белорецкое         | Весёловский          | Малая Михайловка    | ПВРУ 1377-VIII |
| село                    | Жовтневое          | Вольнянский          | Вербовое            | ПВРУ 1377-VIII |
| село                    | Кирова             | Вольнянский          | Семененково         | ПВРУ 1377-VIII |
| село                    | Кировское          | Вольнянский          | Малая Куприяновка   | ПВРУ 1377-VIII |
| село                    | Уральское          | Вольнянский          | Широкое             | ПВРУ 1377-VIII |
| село                    | Червоноказацкое    | Вільнянський         | Геленджик           | ПВРУ 1377-VIII |
| село                    | Чапаевка           | Вольнянский          | Тарасовка           | ПВРУ 1353-VIII |
| село                    | Жовтневое          | Гуляйпольский        | Еленоконстантиновка | ПВРУ 1353-VIII |
| село                    | Комсомольское      | Гуляйпольский        | Гуляйпольское       | ПВРУ 1353-VIII |
| село                    | Петровка           | Гуляйпольский        | Святопетровка       | ПВРУ 1353-VIII |
| село                    | Кирово             | Запорожский          | Гурского            | ПВРУ 984-VIII  |
| село                    | Петровское         | Запорожский          | Зеленополье         | ПВРУ 1377-VIII |
| село                    | Радянское          | Запорожский          | Привольное          | ПВРУ 984-VIII  |
| село                    | Урицкое            | Запорожский          | Зоряное             | ПВРУ 984-VIII  |
| село                    | Петровское         | Каменско-Днепровский | Степовое            | ПВРУ 1377-VIII |
| село                    | Шлях Ильича        | Каменско-Днепровский | Шляховое            | ПВРУ 1377-VIII |
| село                    | Десятириччя Жовтня | Бильмакский          | Бережное            | ПВРУ 1353-VIII |
| посёлок городского типа | Куйбышево          | Бильмакский          | Бильмак             | ПВРУ 1353-VIII |
| село                    | Ленинское          | Бильмакский          | Дружное             | ПВРУ 1353-VIII |
| село                    | Советское          | Мелитопольский       | Волошково           | ПВРУ 1037-VIII |
| село                    | Жовтневое          | Михайловский         | Тарсалак            | ПВРУ 1377-VIII |
| посёлок                 | Димитрово          | Ореховский           | Заречное            | ПВРУ 1377-VIII |
| посёлок                 | Калинина           | Ореховский           | Калиновка           | ПВРУ 1353-VIII |
| село                    | Кирово             | Ореховский           | Таврическое         | ПВРУ 1353-VIII |
| село                    | Червоный Жовтень   | Ореховский           | Жёлтенькое          | ПВРУ 1037-VIII |
| село                    | Ульяновка          | Пологовский          | Ожерельное          | ПВРУ 1377-VIII |
| село                    | Чубаревка          | Пологовский          | Фёдоровка           | ПВРУ 1377-VIII |
| село                    | Чапаевка           | Пологовский          | Воскресенка         | ПВРУ 1377-VIII |
| посёлок                 | Жовтневое          | Приазовский          | Домузлы             | ПВРУ 1377-VIII |
| село                    | Коларовка          | Приморский           | Болгарка            | ПВРУ 1377-VIII |
| село                    | Партизаны          | Приморский           | Новопавловка        | ПВРУ 1377-VIII |
| село                    | Жовтневое          | Розовский            | Форойс              | ПВРУ 1353-VIII |
| село                    | Карла Либкнехта    | Розовский            | Заря                | ПВРУ 1353-VIII |
| село                    | Пролетарское       | Розовский            | Новозлатополь       | ПВРУ 1377-VIII |
| село                    | Урицкое            | Розовский            | Святотроицкое       | ПВРУ 1377-VIII |
| село                    | Жовтневое          | Токмакский           | Покровское          | ПВРУ 1353-VIII |
| село                    | Кирово             | Токмакский           | Лагидное            | ПВРУ 1353-VIII |
| село                    | Комсомольское      | Токмакский           | Степовое            | ПВРУ 1353-VIII |
| село                    | Чапаевка           | Токмакский           | Благодатное         | ПВРУ 1353-VIII |
| посёлок                 | Юбилейное          | Токмакский           | Зоряное             | ПВРУ 1353-VIII |
| село                    | Панфиловка         | Черниговский         | Ильино              | ПВРУ 1377-VIII |
| село                    | Петровское         | Черниговский         | Петропавловка       | ПВРУ 1353-VIII |
| село                    | Куйбышево          | Акимовский           | Вязовка             | ПВРУ 984-VIII  |
| село                    | Ленинское          | Акимовский           | Мирное              | ПВРУ 1037-VIII |
| село                    | Червоноармейское   | Акимовский           | Таврийское          | ПВРУ 984-VIII  |

### Ивано-Франковская область
- отсутствуют

### Киев
- отсутствуют (в подчинение Киевского городского совета находится только город Киев)

### Киевская область
| Тип  | Старое название      | Район/Горсовет                            | Новое название  | Ссылка         |
| ---- | -------------------- | ----------------------------------------- | --------------- | -------------- |
| село | Большевик            | Барышевский                               | Дубовое         | ПВРУ 1037-VIII |
| село | Червоноармейское     | Барышевский                               | Бакумовка       | ПВРУ 984-VIII  |
| село | Жовтневое            | Бориспольский                             | Жеребятин       | ПВРУ 984-VIII  |
| село | Кирово               | Бориспольский                             | Кучаков         | ПВРУ 984-VIII  |
| село | Лениновка            | Бориспольский                             | Затишное        | ПВРУ 984-VIII  |
| село | Петровское           | Бориспольский                             | Петропавловское | ПВРУ 1037-VIII |
| село | Диброво-Ленинское    | Бородянский                               | Диброва         | ПВРУ 984-VIII  |
| село | Жовтневое            | Бородянский                               | Дмитровка       | ПВРУ 1037-VIII |
| село | Димитрове            | Броварский                                | Квитневое       | ПВРУ 1377-VIII |
| село | Куйбышево            | Броварский                                | Покровское      | ПВРУ 984-VIII  |
| село | Фрунзовка            | Броварский                                | Гаевое          | ПВРУ 984-VIII  |
| село | Петровское           | Вышгородский                              | Дмитровка       | ПВРУ 1377-VIII |
| село | Войково              | Згуровский                                | Войтово         | ПВРУ 1353-VIII |
| село | Жовтневое            | Згуровский                                | Вознесенское    | ПВРУ 1037-VIII |
| село | Ленино               | Згуровский                                | Счастливое      | ПВРУ 984-VIII  |
| село | Петровское           | Згуровский                                | Полковничье     | ПВРУ 1377-VIII |
| село | Право Жовтня         | Згуровский                                | Любомировка     | ПВРУ 984-VIII  |
| село | Кирово               | Иванковский                               | Калиново        | ПВРУ 984-VIII  |
| село | Петровское           | Иванковский                               | Старый Мост     | ПВРУ 984-VIII  |
| село | Жовтневое            | Кагарлыкский                              | Зелёный Яр      | ПВРУ 984-VIII  |
| село | Петровское           | Кагарлыкский, Великоприцковский сельсовет | Выселка         | ПВРУ 984-VIII  |
| село | Петровское           | Кагарлыкский, Гороховский сельсовет       | Гороховское     | ПВРУ 984-VIII  |
| село | Петровское           | Кагарлыкский, Халчановский сельсовет      | Выселковое      | ПВРУ 984-VIII  |
| село | Петровское           | Киево-Святошинский                        | Святопетровское | ПВРУ 984-VIII  |
| село | Пятиричка            | Мироновский                               | Новая Мироновка | ПВРУ 1377-VIII |
| село | Жовтневое            | Переяслав-Хмельницкий                     | Студеники       | ПВРУ 1353-VIII |
| село | Ленино               | Переяслав-Хмельницкий                     | Долгая Гребля   | ПВРУ 1377-VIII |
| село | Радянское            | Переяслав-Хмельницкий                     | Сосновка        | ПВРУ 1037-VIII |
| село | Володарка            | Полесский                                 | Левковичи       | ПВРУ 1377-VIII |
| село | Орджоникидзе         | Полесский                                 | Романовка       | ПВРУ 984-VIII  |
| село | Чапаево              | Полесский                                 | Лесовое         | ПВРУ 984-VIII  |
| село | Червоная Зирка       | Полесский                                 | Зирка           | ПВРУ 984-VIII  |
| село | Довгалевское         | Ракитнянский                              | Троицкое        | ПВРУ 1377-VIII |
| село | Петровское           | Ракитнянский                              | Новая Маковка   | ПВРУ 1377-VIII |
| село | Ленинское            | Сквирский                                 | Тарасовка       | ПВРУ 984-VIII  |
| село | Петровское           | Таращанский                               | Юшков Рог       | ПВРУ 1377-VIII |
| село | Чапаевка             | Таращанский                               | Калиново        | ПВРУ 984-VIII  |
| село | Червоная Мотовиловка | Фастовский                                | Мотовиловка     | ПВРУ 1037-VIII |

### Кировоградская область
| Тип                     | Старое название      | Район/Горсовет                  | Новое название  | Ссылка         |
| ----------------------- | -------------------- | ------------------------------- | --------------- | -------------- |
| село                    | Владимиро-Ильинка    | Бобринецкий                     | Апрелевское     | ПВРУ 1377-VIII |
| село                    | Кирово               | Бобринецкий                     | Грузское        | ПВРУ 984-VIII  |
| село                    | Жовтневое            | Бобринецкий                     | Яблочко         | ПВРУ 1037-VIII |
| село                    | Куйбышево            | Бобринецкий                     | Благодатное     | ПВРУ 984-VIII  |
| село                    | Свердлово            | Бобринецкий                     | Златополье      | ПВРУ 1377-VIII |
| село                    | Фрунзе               | Бобринецкий                     | Богдановка      | ПВРУ 1037-VIII |
| село                    | Кривоносовка         | Бобринецкий                     | Кривоносово     | ПВРУ 1037-VIII |
| село                    | Котовское            | Ольшанский                      | Куцая Балка     | ПВРУ 1353-VIII |
| село                    | Жовтневое            | Гайворонский                    | Кленовое        | ПВРУ 984-VIII  |
| село                    | Котовка              | Гайворонский                    | Покровское      | ПВРУ 1037-VIII |
| село                    | Орджоникидзе         | Гайворонский                    | Садовое         | ПВРУ 1037-VIII |
| посёлок                 | Ильичовка            | Голованевский                   | Лесное          | ПВРУ 984-VIII  |
| село                    | Цурюпы               | Голованевский                   | Терновое        | ПВРУ 984-VIII  |
| село                    | Большевик            | Долинский                       | Степовое        | ПВРУ 984-VIII  |
| село                    | Кирово               | Долинский                       | Боковое         | ПВРУ 984-VIII  |
| село                    | Новомосковское       | Долинский                       | Ситаево         | ПВРУ 984-VIII  |
| село                    | Крупское             | Кировоградский                  | Карловка        | ПВРУ 984-VIII  |
| село                    | Кировка              | Маловисковский                  | Миролюбовка     | ПВРУ 1037-VIII |
| посёлок                 | Комсомольское        | Маловисковский                  | Заповедное      | ПВРУ 984-VIII  |
| село                    | Ленина               | Маловисковский                  | Гаевка          | ПВРУ 1037-VIII |
| село                    | Ленино-Ульяновка     | Маловисковский                  | Калаколово      | ПВРУ 1037-VIII |
| село                    | Ленинское            | Маловисковский                  | Пасечное        | ПВРУ 1037-VIII |
| посёлок                 | Ульяновка            | Маловисковский                  | Вишневое        | ПВРУ 1353-VIII |
| село                    | Жовтневое            | Новомиргородский                | Миролюбовка     | ПВРУ 1037-VIII |
| село                    | Крупское             | Новомиргородский                | Николаевка      | ПВРУ 1037-VIII |
| село                    | Октябрьское          | Новоукраинский                  | Вишнёвое        | ПВРУ 1037-VIII |
| село                    | Петровское           | Новоукраинский                  | Пищанское       | ПВРУ 1037-VIII |
| село                    | Владимиро-Ульяновка  | Александрийский                 | Новоульяновка   | ПВРУ 1374-VIII |
| посёлок                 | Коминтерн            | Александрийский                 | Новосёловка     | ПВРУ 984-VIII  |
| село                    | Ленина Второе        | Александрийский                 | Медовое         | ПВРУ 984-VIII  |
| село                    | Ленина Первое        | Александрийский                 | Зелёное         | ПВРУ 984-VIII  |
| село                    | Пролетарское         | Александрийский                 | Травневое       | ПВРУ 984-VIII  |
| село                    | Краснофёдоровка      | Онуфриевский                    | Фёдоровка       | ПВРУ 1037-VIII |
| село                    | Петровское           | Петровский                      | Казацкое        | ПВРУ 1377-VIII |
| село                    | Ильичовка            | Светловодский                   | Выщепановка     | ПВРУ 984-VIII  |
| село                    | Свердловка           | Светловодский                   | Вольное         | ПВРУ 1353-VIII |
| город                   | Ульяновка            | Ульяновский                     | Благовещенское  | ПВРУ 1377-VIII |
| село                    | Димитрово            | Устиновский                     | Новоигоревка    | ПВРУ 1377-VIII |
| село                    | Жовтневое            | Устиновский                     | Лебединое       | ПВРУ 1353-VIII |
| село                    | Ленинка              | Устиновский                     | Степовое        | ПВРУ 984-VIII  |
| село                    | Третий Интернационал | Устиновский                     | Третье          | ПВРУ 1374-VIII |
| город                   | Кировоград           | Кировоградский городской совет  | Кропивницкий    | ПВРУ 1468-VIII |
| посёлок городского типа | Димитрово            | Александрийский городской совет | Александрийское | ПВРУ 1353-VIII |

### Луганская область
| Тип                     | Старое название    | Район/Горсовет                       | Новое название      | Ссылка         |
| ----------------------- | ------------------ | ------------------------------------ | ------------------- | -------------- |
| село                    | Червоный Жовтень   | Антрацитовский                       | Леоново             | ПВРУ 1351-VIII |
| посёлок                 | Червоноармейское   | Белокуракинский район                | Мирное              | ПВРУ 1353-VIII |
| селище                  | Орджоникидзе       | Краснодонский                        | Нижняя Шевыревка    | ПВРУ 1351-VIII |
| село                    | Пархоменко         | Краснодонский                        | Макаров Яр          | ПВРУ 1351-VIII |
| посёлок                 | Радгоспный         | Краснодонский                        | Малокалиновое       | ПВРУ 1351-VIII |
| село                    | Радянское          | Краснодонский                        | Ореховая Балка      | ПВРУ 1351-VIII |
| село                    | Индустриальное     | Кременский                           | Пивневое            | ПВРУ 1377-VIII |
| село                    | Петровское         | Кременский                           | Грековка            | ПВРУ 1377-VIII |
| посёлок                 | Червоная Диброва   | Кременский                           | Диброва             | ПВРУ 1377-VIII |
| село                    | Карла Либкнехта    | Лутугинский                          | Марьевка            | ПВРУ 1351-VIII |
| посёлок                 | Комсомолец         | Лутугинский                          | Каменный Пласт      | ПВРУ 1351-VIII |
| посёлок городского типа | Ленина             | Лутугинский                          | Мария               | ПВРУ 1351-VIII |
| село                    | Коммуна            | Марковский                           | Деркулово           | ПВРУ 1377-VIII |
| село                    | Дзержинское        | Меловский                            | Берёзовое           | ПВРУ 984-VIII  |
| село                    | Червоная Зирка     | Меловский                            | Ранняя Зоря         | ПВРУ 1037-VIII |
| село                    | Червоная Заря      | Меловский                            | Шелестовка          | ПВРУ 1377-VIII |
| посёлок                 | Радгоспный         | Новопсковский                        | Зелёный Гай         | ПВРУ 1377-VIII |
| город                   | Артёмовск          | Перевальский                         | Кипучее             | ПВРУ 1351-VIII |
| посёлок                 | Радгоспный         | Перевальский                         | Селезнёвское        | ПВРУ 1351-VIII |
| посёлок                 | Червоный Прапор    | Перевальский                         | Старое              | ПВРУ 1351-VIII |
| село                    | Артёмовка          | Сватовский                           | Мясожаровка         | ПВРУ 1377-VIII |
| село                    | Жовтневое          | Сватовский                           | Джерельное          | ПВРУ 984-VIII  |
| село                    | Калиновка          | Сватовский                           | Сторожевка          | ПВРУ 1377-VIII |
| посёлок                 | Комсомольский      | Сватовский                           | Лагидное            | ПВРУ 984-VIII  |
| село                    | Первомайск         | Сватовский                           | Травневое           | ПВРУ 984-VIII  |
| село                    | Петровка           | Сватовский                           | Коржовое            | ПВРУ 1377-VIII |
| село                    | Петовское          | Сватовский                           | Вестатовка          | ПВРУ 1377-VIII |
| село                    | Розовка            | Сватовский                           | Андреевка           | ПВРУ 1377-VIII |
| село                    | Свердловка         | Сватовский, Нижнедуванский сельсовет | Твердохлебово       | ПВРУ 1377-VIII |
| село                    | Свердловка         | Сватовский, Райгородский сельсовет   | Новоегоровка        | ПВРУ 1374-VIII |
| посёлок городского типа | Бирюково           | Свердловский                         | Криничное           | ПВРУ 1351-VIII |
| село                    | Красный Луч        | Славяносербский                      | Мамушево            | ПВРУ 1351-VIII |
| посёлок городского типа | Лотиково           | Славяносербский                      | Ивановское          | ПВРУ 1351-VIII |
| посёлок городского типа | Фрунзе             | Славяносербский                      | Сентяковка          | ПВРУ 1351-VIII |
| посёлок городского типа | Петровка           | Станично-Луганский                   | Петропавловка       | ПВРУ 1377-VIII |
| село                    | Пионерское         | Станично-Луганский                   | Суходол             | ПВРУ 1377-VIII |
| село                    | Червоный Жовтень   | Станично-Луганский                   | Сотенное            | ПВРУ 1377-VIII |
| село                    | Ильичовка          | Троицкий                             | Зайцево             | ПВРУ 1377-VIII |
| село                    | Калинино           | Троицкий                             | Джерельное          | ПВРУ 1377-VIII |
| село                    | Красная Чаплиевка  | Троицкий                             | Чаплиевка           | ПВРУ 1377-VIII |
| город                   | Кировск            | Кировский городской совет            | Голубовка           | ПВРУ 1351-VIII |
| посёлок городского типа | Червоногвардейское | Кировский городской совет            | Криничанское        | ПВРУ 1351-VIII |
| посёлок городского типа | Энгельсово         | Краснодонский городской совет        | Буран               | ПВРУ 1351-VIII |
| город                   | Краснодон          | Краснодонский городской совет        | Сорокино            | ПВРУ 1351-VIII |
| посёлок городского типа | Краснодон          | Краснодонский городской совет        | Тёплое              | ПВРУ 1351-VIII |
| село                    | Артёма             | Краснолучский городской совет        | Жеребячье           | ПВРУ 1351-VIII |
| город                   | Вахрушево          | Краснолучский городской совет        | Боково-Хрустальное  | ПВРУ 1351-VIII |
| город                   | Красный Луч        | Краснолучский городской совет        | Хрустальный         | ПВРУ 1351-VIII |
| город                   | Петровское         | Краснолучский городской совет        | Петрово-Красноселье | ПВРУ 1351-VIII |
| посёлок                 | Дзержинское        | Луганский городской совет            | Зразковое           | ПВРУ 1351-VIII |
| посёлок городского типа | Юбилейное          | Луганский городской совет            | Катериновка         | ПВРУ 1351-VIII |
| посёлок городского типа | Дзержинский        | Ровеньковский городской совет        | Любимовка           | ПВРУ 1351-VIII |
| село                    | Красный Колос      | Ровеньковский городской совет        | Лобовские Копальни  | ПВРУ 1377-VIII |
| посёлок городского типа | Пролетарский       | Ровеньковский городской совет        | Картушино           | ПВРУ 1351-VIII |
| село                    | Чапаевка           | Ровеньковский городской совет        | Зализничное         | ПВРУ 1351-VIII |
| посёлок городского типа | Володарск          | Свердловский городской совет         | Медвежье            | ПВРУ 1351-VIII |
| посёлок городского типа | Калининский        | Свердловский городской совет         | Кундрючье           | ПВРУ 1351-VIII |
| посёлок городского типа | Комсомольский      | Свердловский городской совет         | Дубовое             | ПВРУ 1351-VIII |
| посёлок городского типа | Ленинское          | Свердловский городской совет         | Вальяновское        | ПВРУ 1351-VIII |
| город                   | Свердловск         | Свердловский городской совет         | Должанск            | ПВРУ 1351-VIII |
| город                   | Стаханов           | Стахановский городской совет         | Кадиевка            | ПВРУ 1351-VIII |
| село                    | Красная Заря       | Перевальский                         | Черногоровка        | ПВРУ 1466-VIII |

| Тип   | Текущее название  | Район/Горсовет               | Предполагаемое название | Ссылка |
| ----- | ----------------- | ---------------------------- | ----------------------- | ------ |
| село  | Петровское        | Старобельский                | Никитовка               | [ 17 ] |
| город | Червонопартизанск | Свердловский городской совет | Вознесеновка            |        |

### Львовская область
| Тип  | Старое название | Район/Горсовет  | Новое название | Ссылка         |
| ---- | --------------- | --------------- | -------------- | -------------- |
| село | Андреевка       | Бусский         | Мармузовичи    | ПВРУ 1377-VIII |
| село | Максимовка      | Старосамборский | Лебухова       | ПВРУ 1377-VIII |

### Николаевская область
| Тип                     | Старое название   | Район/Горсовет                                | Новое название   | Ссылка         |
| ----------------------- | ----------------- | --------------------------------------------- | ---------------- | -------------- |
| село                    | Ленино            | Баштанский                                    | Лукьяновка       | ПВРУ 984-VIII  |
| село                    | Червоная Зирка    | Баштанский                                    | Шляховое         | ПВРУ 984-VIII  |
| село                    | Кимовка           | Березанский                                   | Калиновка        | ПВРУ 1377-VIII |
| село                    | Ленинка           | Березанский                                   | Виноградное      | ПВРУ 1377-VIII |
| село                    | Чапаевка          | Березанский                                   | Счастливое       | ПВРУ 1377-VIII |
| село                    | Червоная Украинка | Березанский                                   | Украинка         | ПВРУ 1377-VIII |
| село                    | Ильичовка         | Братский                                      | Ивановка         | ПВРУ 1377-VIII |
| село                    | Щорса             | Братский                                      | Степовое         | ПВРУ 984-VIII  |
| посёлок городского типа | Кудрявцевка       | Веселиновский                                 | Токаревка        | ПВРУ 1377-VIII |
| село                    | Червоные Кошары   | Вознесенский                                  | Вольное          | ПВРУ 1377-VIII |
| село                    | Гуляницкое        | Врадиевский                                   | Покровское       | ПВРУ 1377-VIII |
| село                    | Жовтневое         | Врадиевский                                   | Новомихайловское | ПВРУ 1377-VIII |
| село                    | Жовтневе          | Доманёвский                                   | Цветково         | ПВРУ 1377-VIII |
| село                    | Куйбышевка        | Доманёвский                                   | Бугские Пороги   | ПВРУ 1377-VIII |
| село                    | Фрунзе            | Доманёвский                                   | Петропавловка    | ПВРУ 1377-VIII |
| село                    | Червоный Киев     | Доманёвский                                   | Киев             | ПВРУ 1377-VIII |
| село                    | Куйбышевка        | Еланецкий                                     | Великая Солёная  | ПВРУ 1377-VIII |
| село                    | Бармашово         | Витовский                                     | Белозёрка        | ПВРУ 1353-VIII |
| село                    | Воровское         | Витовский                                     | Степовое         | ПВРУ 1377-VIII |
| посёлок                 | Коларовка         | Витовский                                     | Каравеллово      | ПВРУ 1377-VIII |
| село                    | Комсомольское     | Витовский                                     | Благодатное      | ПВРУ 1353-VIII |
| посёлок                 | Память Коммунаров | Витовский                                     | Святониколаевка  | ПВРУ 1377-VIII |
| село                    | Петровское        | Витовский                                     | Водокачка        | ПВРУ 1377-VIII |
| село                    | Жовтень           | Казанковский                                  | Новое            | ПВРУ 1377-VIII |
| посёлок                 | Незаможник        | Казанковский                                  | Гранитное        | ПВРУ 1377-VIII |
| село                    | Червоная Знаменка | Казанковский                                  | Шевченково       | ПВРУ 1377-VIII |
| село                    | Ленино            | Кривоозерский                                 | Гойдаи           | ПВРУ 1377-VIII |
| посёлок                 | Червоний Орач     | Кривоозерский                                 | Семёновка        | ПВРУ 1377-VIII |
| посёлок                 | Жовтневое         | Николаевский                                  | Чумаки           | ПВРУ 1377-VIII |
| село                    | Кирово            | Николаевский                                  | Заречное         | ПВРУ 1353-VIII |
| посёлок                 | Радгоспное        | Николаевский                                  | Чемерлиево       | ПВРУ 1377-VIII |
| посёлок                 | Радсад            | Николаевский                                  | Радостный Сад    | ПВРУ 1353-VIII |
| село                    | Ульяновка         | Николаевский                                  | Михайловка       | ПВРУ 1353-VIII |
| посёлок                 | Червоноармейское  | Николаевский                                  | Мирное           | ПВРУ 1377-VIII |
| село                    | Жовтневое         | Новобугский, Вольнозапорожский сельский совет | Степовое         | ПВРУ 1377-VIII |
| село                    | Жовтневое         | Новобугский, Новобугский городской совет      | Станционное      | ПВРУ 1377-VIII |
| посёлок                 | Щорсово           | Новобугский                                   | Счастливое       | ПВРУ 1377-VIII |
| село                    | Артёмовка         | Новоодесский                                  | Озёрное          | ПВРУ 1377-VIII |
| село                    | Кировка           | Новоодесский                                  | Степовое         | ПВРУ 1037-VIII |
| село                    | Жовтень           | Очаковский                                    | Солнечное        | ПВРУ 1377-VIII |
| село                    | Жовтневое         | Первомайский                                  | Зоряное          | ПВРУ 1377-VIII |
| село                    | Куйбышево         | Снигирёвский                                  | Калиновка        | ПВРУ 1037-VIII |
| посёлок                 | Радгоспное        | Снигирёвский                                  | Степовое         | ПВРУ 1377-VIII |
| село                    | Червоная Зирка    | Снигирёвский                                  | Суворое          | ПВРУ 1377-VIII |
| село                    | Червоный Проминь  | Снигирёвский                                  | Проминь          | ПВРУ 1037-VIII |
| посёлок                 | Комсомольское     | Николаевский                                  | Благодаровка     | ПВРУ 1465-VIII |
| посёлок                 | Красное Знамя     | Снигирёвский                                  | Любомировка      | ПВРУ 1465-VIII |

### Одесская область
| Тип                     | Старое название     | Район/Горсовет                               | Новое название       | Ссылка         |
| ----------------------- | ------------------- | -------------------------------------------- | -------------------- | -------------- |
| село                    | Ухожаны             | Балтский                                     | Новополь             | ПВРУ 1353-VIII |
| село                    | Червоная Зирка      | Балтский                                     | Шумилово             | ПВРУ 1377-VIII |
| село                    | Волково             | Березовский                                  | Тановка              | ПВРУ 1377-VIII |
| село                    | Жовтневка           | Березовский                                  | Виноград             | ПВРУ 1377-VIII |
| село                    | Котовское           | Березовский, Розквитовского сельсовет        | Чудское              | ПВРУ 1377-VIII |
| село                    | Котовское           | Березовский, Червоновладимировский сельсовет | Котовка              | ПВРУ 1353-VIII |
| село                    | Червоный Агроном    | Березовский                                  | Вишнёвое             | ПВРУ 1353-VIII |
| село                    | Червоноармейское    | Березовский                                  | Новокальчево         | ПВРУ 1377-VIII |
| село                    | Червоновладимировка | Березовский                                  | Михайловка           | ПВРУ 1377-VIII |
| посёлок                 | Жовтневая Революция | Беляевский                                   | Радостное            | ПВРУ 1037-VIII |
| село                    | Котовка             | Беляевский                                   | Латовка              | ПВРУ 1377-VIII |
| село                    | Ленинское Первое    | Беляевский                                   | Солнечное            | ПВРУ 1353-VIII |
| село                    | Петровское          | Беляевский                                   | Петрово              | ПВРУ 1353-VIII |
| село                    | Чапаево             | Беляевский                                   | Тихое                | ПВРУ 1353-VIII |
| село                    | Червоная Зирка      | Беляевский                                   | Зоряное              | ПВРУ 1353-VIII |
| посёлок                 | Червоный Расселенец | Беляевский                                   | Расселенец           | ПВРУ 1353-VIII |
| село                    | Жовтневое           | Болградский                                  | Каракурт             | ПВРУ 1353-VIII |
| село                    | Новое Жовтневое     | Болградский                                  | Новый Каракурт       | ПВРУ 1353-VIII |
| село                    | Червоноармейское    | Болградский                                  | Кубей                | ПВРУ 1353-VIII |
| село                    | Артёма              | Великомихайловский                           | Трудомировка         | ПВРУ 1353-VIII |
| село                    | Благоево            | Великомихайловский                           | Мартово              | ПВРУ 1353-VIII |
| село                    | Дзержинское         | Великомихайловский                           | Ермишково            | ПВРУ 1353-VIII |
| село                    | Кирово              | Великомихайловский                           | Вишнёвое             | ПВРУ 1353-VIII |
| село                    | Незаможник          | Великомихайловский                           | Заможное             | ПВРУ 1353-VIII |
| село                    | Петровское          | Великомихайловский                           | Полишпаково          | ПВРУ 1377-VIII |
| село                    | Чапаево             | Великомихайловский                           | Воробиевка           | ПВРУ 1377-VIII |
| село                    | Благоево            | Ивановский                                   | Большой Буялык       | ПВРУ 1377-VIII |
| село                    | Ленина              | Ивановский                                   | Букачи               | ПВРУ 1377-VIII |
| село                    | Щорсово             | Ивановский                                   | Шеметово             | ПВРУ 1353-VIII |
| село                    | Котовцы             | Кодымский                                    | Сергеевка            | ПВРУ 1377-VIII |
| село                    | Благоево            | Коминтерновский                              | Христо-Ботево        | ПВРУ 1377-VIII |
| село                    | Ильичовка           | Коминтерновский                              | Ильичанка            | ПВРУ 1353-VIII |
| село                    | Кирово              | Коминтерновский                              | Трояндовое           | ПВРУ 1374-VIII |
| село                    | Петровка            | Коминтерновский                              | Курисово             | ПВРУ 1377-VIII |
| село                    | Петровского         | Коминтерновский                              | Вишнёвое             | ПВРУ 1037-VIII |
| село                    | Свердлово           | Коминтерновский                              | Иваново              | ПВРУ 1353-VIII |
| село                    | Червоная Нива       | Коминтерновский                              | Тилигульское         | ПВРУ 1377-VIII |
| посёлок                 | Куйбышевское        | Подольский                                   | Казбеки              | ПВРУ 1377-VIII |
| село                    | Чапаевка            | Подольский, Куяльникский сельсовет           | Малый Куяльник       | ПВРУ 1377-VIII |
| село                    | Чапаевка            | Подольский, Чапаевский сельсовет             | Ставки               | ПВРУ 1377-VIII |
| посёлок городского типа | Красные Окны        | Окнянский                                    | Окны                 | ПВРУ 1377-VIII |
| посёлок                 | Червоний Орач       | Красноокнянський                             | Новый Орач           | ПВРУ 1353-VIII |
| село                    | Жовтневое           | Любашёвский                                  | Вишнёвое             | ПВРУ 1037-VIII |
| село                    | Воровского          | Николаевский                                 | Ставковое            | ПВРУ 984-VIII  |
| село                    | Ленинталь           | Овидиопольский                               | Либенталь            | ПВРУ 1353-VIII |
| село                    | Мизикевича          | Овидиопольский                               | Лиманка              | ПВРУ 1377-VIII |
| село                    | Кирово              | Раздельнянский                               | Благодатное          | ПВРУ 1353-VIII |
| село                    | Ленинское Второе    | Раздельнянский                               | Новодмитровка Вторая | ПВРУ 1353-VIII |
| село                    | Пионерское          | Раздельнянский                               | Виноградовка         | ПВРУ 1353-VIII |
| село                    | Жовтневое           | Тарутинский                                  | Матильдовка          | ПВРУ 1377-VIII |
| село                    | Дмитровка           | Татарбунарский                               | Дельжилер            | ПВРУ 1353-VIII |
| село                    | Ленино              | Захарьевский                                 | Торосово             | ПВРУ 1037-VIII |
| посёлок городского типа | Фрунзовка           | Захарьевский                                 | Захарьевка           | ПВРУ 1377-VIII |
| село                    | Жовтень             | Ширяевский                                   | Петроверовка         | ПВРУ 1353-VIII |
| село                    | Жовтневое           | Ширяевский, Новоандреевский сельсовет        | Докторово            | ПВРУ 1353-VIII |
| село                    | Жовтневое           | Ширяевский, Орджоникидзевский сельсовет      | Крыжановка           | ПВРУ 1353-VIII |
| село                    | Жовтневое           | Ширяевский, Старомаяковский сельсовет        | Буцы                 | ПВРУ 1377-VIII |
| село                    | Орджоникидзе        | Ширяевский                                   | Армашевка            | ПВРУ 1353-VIII |
| село                    | Петровское          | Ширяевский                                   | Жуковское            | ПВРУ 1377-VIII |
| село                    | Червоный Кут        | Ширяевский                                   | Чёрный Кут           | ПВРУ 1377-VIII |
| город                   | Ильичёвск           | Ильичёвский горсовет                         | Черноморск           | ПВРУ 984-VIII  |
| город                   | Котовск             | Котовский горсовет                           | Подольск             | ПВРУ 1353-VIII |
| село                    | Червонознаменка     | Ивановский                                   | Знаменка             | ПВРУ 1467-VIII |
| посёлок городского типа | Коминтерновское     | Лиманский                                    | Доброслав            | ПВРУ 1465-VIII |

### Полтавская область
| Тип                     | Старое название   | Район/Горсовет                | Новое название  | Ссылка         |
| ----------------------- | ----------------- | ----------------------------- | --------------- | -------------- |
| село                    | Чапаевка          | Великобагачанский             | Марьяновка      | ПВРУ 1377-VIII |
| село                    | Жовтневое         | Гадячский                     | Степовое        | ПВРУ 1037-VIII |
| село                    | Краснознаменка    | Гадячский                     | Сергеевка       | ПВРУ 1037-VIII |
| село                    | Радянская Дача    | Гадячский                     | Дачное          | ПВРУ 984-VIII  |
| село                    | Жовтневое         | Глобинский                    | Заречное        | ПВРУ 1353-VIII |
| село                    | Фрунзовка         | Глобинский                    | Троицкое        | ПВРУ 1037-VIII |
| село                    | Жовтневое         | Гребёнковский                 | Сотницкое       | ПВРУ 1037-VIII |
| село                    | Парижская Коммуна | Гребёнковский                 | Полевое         | ПВРУ 1037-VIII |
| село                    | Ульяновка         | Гребёнковский                 | Почаевка        | ПВРУ 1037-VIII |
| село                    | Чапаевка          | Диканьский                    | Дуброва         | ПВРУ 1353-VIII |
| село                    | Комсомольское     | Зеньковский                   | Пирки           | ПВРУ 1037-VIII |
| посёлок                 | Халтурино         | Карловский                    | Мартыновка      | ПВРУ 1353-VIII |
| село                    | Червонознаменка   | Карловский                    | Знаменка        | ПВРУ 1353-VIII |
| село                    | Жовтневое         | Кобелякский                   | Панское         | ПВРУ 1377-VIII |
| село                    | Калинино          | Кобелякский                   | Белоконовка     | ПВРУ 1353-VIII |
| село                    | Кирово            | Кобелякский                   | Лебедино        | ПВРУ 1353-VIII |
| село                    | Котовское         | Кобелякский                   | Ветрова Балка   | ПВРУ 1377-VIII |
| село                    | Радянское         | Кобелякский                   | Приднепрянское  | ПВРУ 1353-VIII |
| село                    | Свердловское      | Кобелякский                   | Вишнёвое        | ПВРУ 1353-VIII |
| село                    | Фрунзе            | Кобелякский                   | Мирное          | ПВРУ 1037-VIII |
| село                    | Чапаево           | Кобелякский                   | Степовое        | ПВРУ 1353-VIII |
| село                    | Жовтневое         | Козельщинский                 | Кащевка         | ПВРУ 1353-VIII |
| село                    | Коминтерн         | Козельщинский                 | Павлики         | ПВРУ 1377-VIII |
| село                    | Чапаевка          | Козельщинский                 | Мальцы          | ПВРУ 1377-VIII |
| село                    | Дзержинское       | Кременчугский                 | Приднепрянское  | ПВРУ 1353-VIII |
| село                    | Червоная Знаменка | Кременчугский                 | Новая Знаменка  | ПВРУ 1353-VIII |
| село                    | Комсомольское     | Лохвицкий                     | Потоцковщина    | ПВРУ 1037-VIII |
| село                    | Луценки           | Лохвицкий                     | Жабки           | ПВРУ 1377-VIII |
| село                    | Пролетарий        | Лохвицкий                     | Степовое        | ПВРУ 1353-VIII |
| город                   | Червонозаводское  | Лохвицкий                     | Заводское       | ПВРУ 984-VIII  |
| село                    | Жовтневое         | Лубенский                     | Покровское      | ПВРУ 1037-VIII |
| село                    | Лениново          | Новосанжарский                | Луговое         | ПВРУ 1353-VIII |
| село                    | Оборона Рад       | Новосанжарский                | Радужное        | ПВРУ 1353-VIII |
| село                    | Куйбышево         | Оржицкий                      | Вишнёвое        | ПВРУ 1353-VIII |
| село                    | Кирово            | Полтавский                    | Пальчиковка     | ПВРУ 1353-VIII |
| село                    | Кротенки          | Полтавский                    | Семьяновка      | ПВРУ 1353-VIII |
| село                    | Куликово          | Полтавский                    | Коломацкое      | ПВРУ 1353-VIII |
| село                    | Ульяновка         | Полтавский                    | Петрашёвка      | ПВРУ 1377-VIII |
| посёлок                 | Жовтневое         | Решетиловский                 | Покровское      | ПВРУ 1353-VIII |
| село                    | Фрунзовка         | Решетиловский                 | Капустяны       | ПВРУ 1377-VIII |
| село                    | Жовтневое         | Семёновский                   | Рокиты          | ПВРУ 1377-VIII |
| село                    | Чапаевка          | Семёновский                   | Малиновка       | ПВРУ 1037-VIII |
| село                    | Петровка          | Хорольский                    | Вишнёвое        | ПВРУ 1353-VIII |
| село                    | Ульяновка         | Хорольский                    | Княжая Лука     | ПВРУ 1377-VIII |
| посёлок городского типа | Артёмовка         | Чутовский                     | Скороходово     | ПВРУ 1037-VIII |
| село                    | Жовтневое         | Чутовский                     | Павловка        | ПВРУ 1377-VIII |
| село                    | Чапаево           | Чутовский                     | Петровка        | ПВРУ 1377-VIII |
| село                    | Червоное          | Чутовский                     | Счастливое      | ПВРУ 1353-VIII |
| село                    | Щорсовка          | Чутовский                     | Степовое        | ПВРУ 1353-VIII |
| село                    | Куйбышево         | Шишацкий                      | Покровское      | ПВРУ 1374-VIII |
| село                    | Колхозная Гора    | Комсомольский городской совет | Гора            | ПВРУ 1353-VIII |
| город                   | Комсомольск       | Комсомольский городской совет | Горишние Плавни | ПВРУ 1377-VIII |

### Ровненская область
| Тип   | Старое название | Район/Горсовет        | Новое название | Ссылка         |
| ----- | --------------- | --------------------- | -------------- | -------------- |
| село  | Червоное        | Дубровицкий           | Островцы       | ПВРУ 1377-VIII |
| село  | Радянское       | Млиновский            | Пьянное        | ПВРУ 1353-VIII |
| село  | Жовтневое       | Радивиловский         | Новая Пляшева  | ПВРУ 1377-VIII |
| село  | Искра           | Ровненский            | Новожуков      | ПВРУ 1377-VIII |
| город | Кузнецовск      | Кузнецовский горсовет | Вараш          | ПВРУ 1377-VIII |

### Севастополь
Населенные пункты Севастопольского горсовета переименованы Постановлением Верховной Рады Украины от 12 мая 2016 № 1352-VIII «О переименовании отдельных населенных пунктов и районов Автономной Республики Крым и города Севастополя». Постановление вступает в силу с момента возвращения АР Крым и города Севастополя под общую юрисдикцию Украины.
| Тип  | Старое название | Район/Горсовет | Новое название | Ссылка         |
| ---- | --------------- | -------------- | -------------- | -------------- |
| село | Колхозное       | Балаклавский   | Узунджи        | ПВРУ 1352-VIII |

### Сумская область
| Тип                     | Старое название       | Район/Горсовет              | Новое название   | Ссылка         |
| ----------------------- | --------------------- | --------------------------- | ---------------- | -------------- |
| посёлок городского типа | Жовтневое             | Белопольский                | Николаевка       | ПВРУ 1377-VIII |
| село                    | Петровское            | Белопольский                | Мелячиха         | ПВРУ 1377-VIII |
| село                    | Радянское             | Белопольский                | Болотышино       | ПВРУ 1037-VIII |
| посёлок                 | Жовтневое             | Бурынский                   | Копылово         | ПВРУ 1377-VIII |
| село                    | Владимировка          | Великописаревский           | Василевка        | ПВРУ 1377-VIII |
| село                    | Воровское             | Великописарівський          | Родное           | ПВРУ 1377-VIII |
| село                    | Комсомолец            | Великописаревский           | Мирное           | ПВРУ 1377-VIII |
| село                    | Петровское            | Великописаревский           | Маракучка        | ПВРУ 1037-VIII |
| село                    | Радянское             | Великописаревский           | Пономаренки      | ПВРУ 1377-VIII |
| посёлок городского типа | Червоное              | Глуховский                  | Эсмань           | ПВРУ 1377-VIII |
| село                    | Жовтневое             | Конотопский                 | Куриловка        | ПВРУ 1377-VIII |
| село                    | Крупское              | Конотопский                 | Базилевка        | ПВРУ 1377-VIII |
| село                    | Ленинское             | Кролевецкий                 | Спасское         | ПВРУ 1037-VIII |
| село                    | Петровка              | Кролевецкий                 | Морозовка        | ПВРУ 1377-VIII |
| село                    | Червоный Ранок        | Кролевецкий                 | Божок            | ПВРУ 1377-VIII |
| село                    | Жовтневое             | Лебединский                 | Степовое         | ПВРУ 1037-VIII |
| село                    | Комиссаровка          | Лебединский                 | Яснополье        | ПВРУ 1037-VIII |
| село                    | Ленинское             | Лебединский                 | Мирное           | ПВРУ 1037-VIII |
| село                    | Радянское             | Лебединский                 | Слобода          | ПВРУ 1037-VIII |
| село                    | Беево-Коммуна         | Липоводолинский             | Мельниково       | ПВРУ 1377-VIII |
| посёлок                 | Калининское           | Липоводолинский             | Сухая Грунь      | ПВРУ 1377-VIII |
| село                    | Жовтневое             | Недригайловский             | Сосновка         | ПВРУ 1037-VIII |
| посёлок                 | Кирово                | Недригайловский             | Перетички        | ПВРУ 1037-VIII |
| село                    | Жовтневое             | Ахтырский                   | Щомы             | ПВРУ 1377-VIII |
| посёлок                 | Ильичовка             | Ахтырский                   | Мирное           | ПВРУ 1037-VIII |
| село                    | Пионер                | Ахтырский                   | Соборное         | ПВРУ 1377-VIII |
| село                    | Октябрьское           | Путивльский                 | Заречное         | ПВРУ 1037-VIII |
| село                    | Гришино               | Роменский                   | Гавриловка       | ПВРУ 1377-VIII |
| село                    | Ким                   | Середино-Будский            | Четвертаково     | ПВРУ 1037-VIII |
| посёлок                 | Красный Прогресс      | Середино-Будский            | Прогресс         | ПВРУ 1037-VIII |
| посёлок                 | Свердлово             | Середино-Будский            | Заречное         | ПВРУ 1037-VIII |
| село                    | Дзержинское           | Сумский                     | Луговое          | ПВРУ 1037-VIII |
| село                    | Жовтневое             | Сумский                     | Вишнёвое         | ПВРУ 1037-VIII |
| село                    | Ленинское             | Сумский                     | Степовое         | ПВРУ 1377-VIII |
| посёлок                 | Пролетарское          | Сумский                     | Марьино          | ПВРУ 1037-VIII |
| посёлок                 | Радянское             | Сумский                     | Малая Корчаковка | ПВРУ 1037-VIII |
| село                    | Фрунзенка             | Сумский                     | Диброва          | ПВРУ 1037-VIII |
| село                    | Червоное              | Сумский                     | Старое Село      | ПВРУ 1377-VIII |
| село                    | Червонопрапорное      | Сумский                     | Яблоновка        | ПВРУ 1037-VIII |
| посёлок                 | Радгоспное            | Тростянецкий                | Виноградное      | ПВРУ 1037-VIII |
| село                    | Коротченково          | Шосткинский                 | Погребки         | ПВРУ 1037-VIII |
| село                    | Коминтерн             | Ямпольский                  | Лесное           | ПВРУ 1037-VIII |
| село                    | Октябрьщина           | Ямпольский                  | Ольгино          | ПВРУ 1377-VIII |
| село                    | Комсомольская Коммуна | Конотопский городской совет | Калиновка        | ПВРУ 1037-VIII |

### Тернопольская область
| Тип  | Старое название | Район/Горсовет | Новое название   | Ссылка        |
| ---- | --------------- | -------------- | ---------------- | ------------- |
| село | Радянское       | Кременецкий    | Великие Млыновцы | [ 18 ]        |
| село | Жовтневое       | Тернопольский  | Соборное         | ПВРУ 984-VIII |

### Харьковская область
| Тип                     | Старое название         | Район/Горсовет                                | Новое название  | Ссылка         |
| ----------------------- | ----------------------- | --------------------------------------------- | --------------- | -------------- |
| посёлок                 | Жовтневое               | Балаклейский, Асеевский сельсовет             | Слобожанское    | ПВРУ 984-VIII  |
| посёлок                 | Жовтневое               | Балаклейский, Пришибский сельсовет            | Покровское      | ПВРУ 1037-VIII |
| село                    | Червоная Гусаровка      | Балаклейский                                  | Новая Гусаровка | ПВРУ 1037-VIII |
| посёлок городского типа | Червоный Донец          | Балаклейский                                  | Донец           | ПВРУ 1353-VIII |
| село                    | Червоная Степь          | Балаклейский                                  | Степок          | ПВРУ 1037-VIII |
| село                    | Червоный Яр             | Балаклейский                                  | Калиновка       | ПВРУ 1037-VIII |
| село                    | Жовтневое               | Балаклейский                                  | Высокое         | ПВРУ 984-VIII  |
| село                    | Ильичовка               | Барвенковский                                 | Родное          | ПВРУ 1353-VIII |
| село                    | Воровского              | Близнюковский                                 | Слобожанское    | ПВРУ 1353-VIII |
| село                    | Интернациональное       | Близнюковский                                 | Батюшки         | ПВРУ 984-VIII  |
| село                    | Кирово                  | Близнюковский                                 | Квитневое       | ПВРУ 1353-VIII |
| село                    | Петровское              | Близнюковский                                 | Мирное          | ПВРУ 1353-VIII |
| село                    | Пролетарское            | Близнюковский                                 | Кленовое        | ПВРУ 984-VIII  |
| село                    | Радгоспное              | Близнюковский                                 | Вишнёвое        | ПВРУ 1353-VIII |
| посёлок                 | Володаровка             | Богодуховский                                 | Малая Ивановка  | ПВРУ 1377-VIII |
| посёлок                 | Крупской                | Богодуховский                                 | Заречное        | ПВРУ 984-VIII  |
| посёлок                 | Червоная Нива           | Богодуховский                                 | Викторовка      | ПВРУ 1353-VIII |
| село                    | Пролетарское            | Боровский                                     | Степовое        | ПВРУ 1037-VIII |
| посёлок                 | Комсомольское           | Великобурлукский                              | Сонино          | ПВРУ 1353-VIII |
| посёлок                 | Пионер                  | Великобурлукский                              | Курганное       | ПВРУ 1037-VIII |
| село                    | Пролетарка              | Великобурлукский                              | Юрьевка         | ПВРУ 1353-VIII |
| село                    | Червоноармейское        | Великобурлукский                              | Полковничье     | ПВРУ 1377-VIII |
| село                    | Жовтневое               | Волчанский, Рубежненский сельсовет            | Замуловка       | ПВРУ 984-VIII  |
| село                    | Жовтневое               | Волчанский, Червоноармейский Первый сельсовет | Лиман           | ПВРУ 984-VIII  |
| село                    | Жовтневое Второе        | Волчанский                                    | Николаевка      | ПВРУ 984-VIII  |
| село                    | Петровское              | Волчанский                                    | Заречное        | ПВРУ 1353-VIII |
| село                    | Пролетарское            | Волчанский                                    | Лосевка         | ПВРУ 984-VIII  |
| село                    | Профинтерн              | Волчанский                                    | Вишнёвое        | ПВРУ 984-VIII  |
| село                    | Радянское               | Волчанский                                    | Графское        | ПВРУ 984-VIII  |
| село                    | Революционное           | Волчанский                                    | Бугаевка        | ПВРУ 1377-VIII |
| село                    | Червоноармейское Второе | Волчанский                                    | Кирилловка      | ПВРУ 984-VIII  |
| село                    | Червоноармейское Первое | Волчанский                                    | Симоновка       | ПВРУ 1353-VIII |
| село                    | Жовтневое               | Двуречанский                                  | Богдановское    | ПВРУ 1377-VIII |
| село                    | Ильича                  | Дергачёвский                                  | Новая Казачья   | ПВРУ 984-VIII  |
| посёлок                 | Коммунар                | Дергачёвский                                  | Курортное       | ПВРУ 984-VIII  |
| посёлок                 | Мануиловка              | Дергачёвский                                  | Григоровка      | ПВРУ 984-VIII  |
| село                    | Котовского              | Зачепиловский                                 | Котовка         | ПВРУ 984-VIII  |
| село                    | Петровское              | Зачепиловский                                 | Петровка        | ПВРУ 984-VIII  |
| село                    | Ульяновка               | Зачепиловский                                 | Оляновка        | ПВРУ 1037-VIII |
| село                    | Червоная Перемога       | Зачепиловский                                 | Перемога        | ПВРУ 1037-VIII |
| село                    | Червоный Жовтень        | Зачепиловский                                 | Травневое       | ПВРУ 984-VIII  |
| село                    | Червоноармейское        | Зачепиловский                                 | Вишнёвое        | ПВРУ 984-VIII  |
| посёлок городского типа | Комсомольское           | Змиёвский                                     | Слобожанское    | ПВРУ 984-VIII  |
| село                    | Пролетарское            | Змиёвский                                     | Высочиновка     | ПВРУ 1377-VIII |
| село                    | Радгоспное              | Змиёвский                                     | Весёлое         | ПВРУ 1377-VIII |
| село                    | Жовтневое               | Золочевский                                   | Высокое         | ПВРУ 1037-VIII |
| посёлок                 | Жовтневое               | Золочевский                                   | Калиново        | ПВРУ 1037-VIII |
| посёлок                 | Пролетар                | Золочевский                                   | Малые Феськи    | ПВРУ 1377-VIII |
| село                    | Жовтневое               | Изюмский                                      | Боголюбовка     | ПВРУ 1353-VIII |
| село                    | Радянское               | Изюмский                                      | Родной Край     | ПВРУ 1353-VIII |
| село                    | Червоная Поляна         | Изюмский                                      | Поляна          | ПВРУ 984-VIII  |
| село                    | Червоный Донец          | Изюмский                                      | Счастливое      | ПВРУ 1037-VIII |
| село                    | Червоный Оскол          | Изюмский                                      | Оскол           | ПВРУ 1353-VIII |
| село                    | Червоный Шахтёр         | Изюмский                                      | Спиваковка      | ПВРУ 1377-VIII |
| село                    | Артёмовка               | Кегичёвский                                   | Высокое         | ПВРУ 1374-VIII |
| село                    | Коммунарка              | Кегичёвский                                   | Новоивановка    | ПВРУ 984-VIII  |
| село                    | Коммунарское            | Кегичёвский                                   | Казацкое        | ПВРУ 984-VIII  |
| село                    | Ульяновка               | Кегичёвский                                   | Александровское | ПВРУ 984-VIII  |
| посёлок городского типа | Чапаево                 | Кегичёвский                                   | Слобожанское    | ПВРУ 984-VIII  |
| село                    | Жовтневое               | Коломакский                                   | Новоивановское  | ПВРУ 1353-VIII |
| посёлок                 | Жовтневое               | Красноградский                                | Покровское      | ПВРУ 1353-VIII |
| село                    | Ленинка                 | Красноградский                                | Зоряное         | ПВРУ 984-VIII  |
| посёлок                 | Ленинское               | Красноградский                                | Дружба          | ПВРУ 984-VIII  |
| село                    | Октябрьское             | Красноградский                                | Ивановское      | ПВРУ 1353-VIII |
| село                    | Чапаево                 | Красноградский                                | Вишнёвое        | ПВРУ 984-VIII  |
| село                    | Комсомолец              | Краснокутский                                 | Хуторское       | ПВРУ 984-VIII  |
| посёлок                 | Комсомольское           | Краснокутский                                 | Бузовая         | ПВРУ 984-VIII  |
| посёлок                 | Пионерское              | Краснокутский                                 | Степовое        | ПВРУ 1037-VIII |
| село                    | Червоный Прапор         | Краснокутский                                 | Княжа Долина    | ПВРУ 1377-VIII |
| село                    | Петровка                | Купянский                                     | Осиново         | ПВРУ 1353-VIII |
| посёлок                 | Жовтневое               | Лозовский                                     | Лагидное        | ПВРУ 984-VIII  |
| посёлок                 | Комсомольское           | Лозовский                                     | Миролюбовка     | ПВРУ 984-VIII  |
| село                    | Петровское              | Лозовский                                     | Украинское      | ПВРУ 984-VIII  |
| село                    | Радянское               | Лозовский                                     | Степовое        | ПВРУ 984-VIII  |
| село                    | Реводаровка             | Лозовский                                     | Водолага        | ПВРУ 984-VIII  |
| село                    | Червоный Шахтёр         | Лозовский                                     | Рубежное        | ПВРУ 984-VIII  |
| село                    | Коминтерн               | Нововодолажский                               | Слобожанское    | ПВРУ 984-VIII  |
| село                    | Комсомольское           | Нововодолажский                               | Новопросянское  | ПВРУ 984-VIII  |
| посёлок                 | Большевик               | Первомайский                                  | Троицкое        | ПВРУ 1377-VIII |
| село                    | Жовтневое               | Первомайский                                  | Калиновка       | ПВРУ 1037-VIII |
| посёлок                 | Комсомольское           | Первомайский                                  | Тройчатое       | ПВРУ 1037-VIII |
| посёлок                 | Правда                  | Первомайский                                  | Слободское      | ПВРУ 1377-VIII |
| село                    | Советское               | Первомайский                                  | Степовое        | ПВРУ 1037-VIII |
| село                    | Червоное Знамено        | Первомайский                                  | Червоное        | ПВРУ 1037-VIII |
| село                    | Новокомсомольское       | Печенежский                                   | Приморское      | ПВРУ 984-VIII  |
| село                    | Жовтень                 | Сахновщинский                                 | Сугаровское     | ПВРУ 1377-VIII |
| село                    | Ленинское               | Сахновщинский                                 | Зелёный Клин    | ПВРУ 1353-VIII |
| село                    | Чапаевка                | Сахновщинский                                 | Зелёное         | ПВРУ 1353-VIII |
| село                    | Артёмовка               | Харьковский                                   | Благодатное     | ПВРУ 1037-VIII |
| село                    | Жовтневое               | Харьковский                                   | Слобожанское    | ПВРУ 1353-VIII |
| село                    | Коммунар                | Харьковский                                   | Котляры         | ПВРУ 984-VIII  |
| посёлок                 | Коммунар                | Харьковский                                   | Новый Коротыч   | ПВРУ 1353-VIII |
| посёлок                 | Коммунист               | Харьковский                                   | Докучаевское    | ПВРУ 1353-VIII |
| посёлок                 | Радгоспное              | Харьковский, Бабаёвский поселковый совет      | Затишное        | ПВРУ 1037-VIII |
| посёлок                 | Радгоспное              | Харьковский, Веселовский сельсовет            | Малое Весёлое   | ПВРУ 1377-VIII |
| посёлок                 | Радгоспное              | Харьковский, Кулиничёвский сельсовет          | Элитное         | ПВРУ 984-VIII  |
| посёлок                 | Фрунзе                  | Харьковский                                   | Слободское      | ПВРУ 1037-VIII |
| село                    | Петровское              | Чугуевский                                    | Степовое        | ПВРУ 984-VIII  |
| посёлок                 | Чапаева                 | Чугуевский                                    | Раздольное      | ПВРУ 984-VIII  |
| село                    | Ленинка                 | Шевченковский                                 | Раздольное      | ПВРУ 984-VIII  |
| село                    | Димитрова               | Лозовский городской совет                     | Украинское      | ПВРУ 1037-VIII |
| село                    | Соцзмагання             | Чугуевский                                    | Васильев Хутор  | ПВРУ 1353-VIII |
| село                    | Жовтневое               | Близнюковский                                 | Верховое        | ПВРУ 1465-VIII |
| село                    | Рябухино                | Нововодолажский                               | Гуляй Поле      | ПВРУ 68-IX     |
| село                    | Мелиховка               | Нововодолажский                               | Николаевка      | ПВРУ 69-IX     |

### Херсонская область
| Тип                     | Старое название   | Район/Горсовет             | Новое название | Ссылка         |
| ----------------------- | ----------------- | -------------------------- | -------------- | -------------- |
| село                    | Кирово            | Бериславский               | Лиманец        | ПВРУ 1353-VIII |
| село                    | Куйбышево         | Бериславский               | Ветровое       | ПВРУ 1353-VIII |
| посёлок                 | Ударник           | Бериславский               | Монастырское   | ПВРУ 1377-VIII |
| село                    | Кирово            | Бериславский               | Таврийское     | ПВРУ 1037-VIII |
| село                    | Петровское        | Белозёрский                | Благодатное    | ПВРУ 1377-VIII |
| посёлок                 | Радянское         | Белозёрский                | Миролюбовка    | ПВРУ 1037-VIII |
| село                    | Тельмана          | Белозёрский                | Заречное       | ПВРУ 1037-VIII |
| посёлок                 | Червоный Подол    | Белозёрский                | Мирное         | ПВРУ 1037-VIII |
| посёлок городского типа | Калининское       | Великоалександровский      | Калиновское    | ПВРУ 1037-VIII |
| село                    | Карло-Марксовское | Великоалександровский      | Счастливое     | ПВРУ 1037-VIII |
| село                    | Ленино            | Верхнерогачикский          | Владимировка   | ПВРУ 1037-VIII |
| село                    | Пролетарий        | Верхнерогачикский          | Таврийское     | ПВРУ 1037-VIII |
| село                    | Петровское        | Высокопольский             | Новая Шестерня | ПВРУ 1377-VIII |
| село                    | Червоноармейское  | Высокопольский             | Черешневое     | ПВРУ 1353-VIII |
| посёлок                 | Жовтневе          | Генический                 | Ногайское      | ПВРУ 1377-VIII |
| село                    | Комиссаровка      | Генический                 | Приморское     | ПВРУ 1374-VIII |
| посёлок городского типа | Партизаны         | Генический                 | Рыково         | ПВРУ 1353-VIII |
| посёлок                 | Радянское         | Генический                 | Таврийское     | ПВРУ 1377-VIII |
| село                    | Розы Люксембург   | Генический                 | Херсонское     | ПВРУ 1377-VIII |
| село                    | Фрунзе            | Генический                 | Азовское       | ПВРУ 1353-VIII |
| село                    | Червонопрапорное  | Генический                 | Червоное       | ПВРУ 1353-VIII |
| село                    | Шлях Незаможника  | Генический                 | Гордиенковцы   | ПВРУ 1377-VIII |
| село                    | Щорсовка          | Генический                 | Алексеевка     | ПВРУ 1353-VIII |
| село                    | Большевик         | Голопристанский            | Приморское     | ПВРУ 1353-VIII |
| посёлок                 | Жовтневое         | Голопристанский            | Свитанок       | ПВРУ 1037-VIII |
| село                    | Индустриальное    | Голопристанский            | Братское       | ПВРУ 1353-VIII |
| село                    | Коммуна           | Голопристанский            | Тендровское    | ПВРУ 1353-VIII |
| село                    | Краснознаменка    | Голопристанский            | Александровка  | ПВРУ 1353-VIII |
| село                    | Червоноармейское  | Горностаевский             | Вольное        | ПВРУ 1037-VIII |
| село                    | Кирово            | Ивановский                 | Счастливое     | ПВРУ 1037-VIII |
| село                    | Фрунзе            | Ивановский                 | Агайманы       | ПВРУ 1037-VIII |
| село                    | Червоный Прапор   | Ивановский                 | Зелёный Гай    | ПВРУ 1037-VIII |
| село                    | Червоный Чабан    | Каланчакский               | Преображенка   | ПВРУ 1037-VIII |
| посёлок                 | Червоный Перекоп  | Каховский                  | Зелёный Под    | ПВРУ 1377-VIII |
| село                    | Комсомольское     | Нижнесерогозский           | Донцово        | ПВРУ 1037-VIII |
| село                    | Владимиро-Ильинка | Новотроицкий               | Чумацкий Шлях  | ПВРУ 1377-VIII |
| посёлок                 | Комсомольское     | Скадовский                 | Петропавловка  | ПВРУ 1037-VIII |
| село                    | Коммунаровка      | Скадовский                 | Радостное      | ПВРУ 1037-VIII |
| село                    | Ленинское         | Скадовский                 | Карабулат      | ПВРУ 1037-VIII |
| село                    | Птаховка          | Скадовский                 | Александровка  | ПВРУ 1377-VIII |
| посёлок                 | Радгоспное        | Скадовский                 | Благодатное    | ПВРУ 984-VIII  |
| село                    | Ленинка           | Цюрупинский                | Родное         | ПВРУ 1353-VIII |
| село                    | Пролетарка        | Цюрупинский                | Челбурда       | ПВРУ 1377-VIII |
| город                   | Цюрупинск         | Алёшковский                | Алёшки         | ПВРУ 1377-VIII |
| посёлок                 | Цюрупинск         | Алёшковский                | Пойма          | ПВРУ 1377-VIII |
| село                    | Жовтневое         | Чаплинский                 | Благодатное    | ПВРУ 1037-VIII |
| посёлок                 | Жовтневое         | Херсонский городской совет | Инженерное     | ПВРУ 1377-VIII |
| посёлок                 | Куйбышево         | Херсонский городской совет | Зимовник       | ПВРУ 1377-VIII |
| посёлок                 | Петровского       | Херсонский городской совет | Благовещенское | ПВРУ 1377-VIII |

### Хмельницкая область
| Тип     | Старое название  | Район/Горсовет        | Новое название       | Ссылка         |
| ------- | ---------------- | --------------------- | -------------------- | -------------- |
| село    | Жовтневое        | Волочисский           | Лесовое              | ПВРУ 1037-VIII |
| село    | Петровское       | Волочисский           | Бутовцы              | ПВРУ 1377-VIII |
| село    | Радянское        | Дережнянский          | Иванковцы            | ПВРУ 1377-VIII |
| село    | Петровское       | Дунаевецкий           | Балиновка            | ПВРУ 1377-VIII |
| село    | Ульяновка        | Изяславский           | Гавриловка           | ПВРУ 1377-VIII |
| село    | Жовтневое        | Каменец-Подольский    | Мукша Китайгородская | ПВРУ 1377-VIII |
| село    | Жовтневое        | Красиловский          | Новые Терешки        | ПВРУ 1377-VIII |
| село    | Ульяновка        | Красиловский          | Юхт                  | ПВРУ 1037-VIII |
| село    | Ульяновка Вторая | Красиловский          | Светлое              | ПВРУ 1037-VIII |
| село    | Чапаевка         | Красиловский          | Калиновка            | ПВРУ 1037-VIII |
| посёлок | Коммунар         | Новоушицкий           | Загродское           | ПВРУ 1377-VIII |
| село    | Радгоспное       | Полонский             | Радостное            | ПВРУ 1037-VIII |
| село    | Ленинское        | Староконстантиновский | Лесовое              | ПВРУ 1037-VIII |
| село    | Петровское       | Старосинявский        | Хутор Дашковский     | ПВРУ 1377-VIII |
| село    | Ленинское        | Теофипольский         | Подлески             | ПВРУ 1037-VIII |
| село    | Ульяново         | Теофипольский         | Гаевка               | ПВРУ 1377-VIII |
| село    | Червоная Зирка   | Хмельницкий           | Прибугское           | ПВРУ 1377-VIII |
| село    | Ленинское        | Чемеровецкий          | Вишнёвое             | ПВРУ 1037-VIII |

### Черкасская область
| Тип     | Старое название   | Район/Горсовет        | Новое название | Ссылка         |
| ------- | ----------------- | --------------------- | -------------- | -------------- |
| посёлок | Незаможник        | Городищенський        | Хрестовка      | ПВРУ 1377-VIII |
| село    | Ленинское         | Драбовский            | Богдановка     | ПВРУ 984-VIII  |
| село    | Петровского       | Драбовский            | Приветное      | ПВРУ 1353-VIII |
| посёлок | Радгоспное        | Драбовский            | Квитневое      | ПВРУ 984-VIII  |
| посёлок | Петровского       | Золотоношский         | Степовое       | ПВРУ 984-VIII  |
| село    | Чапаевка          | Золотоношский         | Благодатное    | ПВРУ 1353-VIII |
| посёлок | Петровское        | Каменский             | Лесовое        | ПВРУ 984-VIII  |
| село    | Кирово            | Корсунь-Шевченковский | Корниловка     | ПВРУ 1377-VIII |
| село    | Викторовка        | Маньковский           | Поминик        | ПВРУ 1377-VIII |
| село    | Жовтневое         | Монастырищенский      | Бубельня       | ПВРУ 1377-VIII |
| село    | Петровка          | Монастырищенский      | Хейлово        | ПВРУ 1377-VIII |
| село    | Чапаевка          | Монастырищенский      | Панский Мост   | ПВРУ 1377-VIII |
| село    | Ленинское         | Смелянский            | Чубовка        | ПВРУ 1377-VIII |
| посёлок | Здобуток Жовтня   | Тальновский           | Здобуток       | ПВРУ 1037-VIII |
| посёлок | Политотделовец    | Уманский              | Малый Затышок  | ПВРУ 1037-VIII |
| посёлок | Жовтневое         | Чернобаевский         | Мирное         | ПВРУ 1353-VIII |
| посёлок | Жовтневый Проминь | Чернобаевский         | Журавлиное     | ПВРУ 1353-VIII |
| посёлок | Коминтерн         | Чернобаевский         | Приветное      | ПВРУ 1353-VIII |
| село    | Ленинское         | Чернобаевский         | Степовое       | ПВРУ 1353-VIII |

### Черновицкая область
| Тип  | Старое название | Район/Горсовет | Новое название | Ссылка         |
| ---- | --------------- | -------------- | -------------- | -------------- |
| село | Радгосповка     | Герцаевский    | Маморница Вама | ПВРУ 1353-VIII |

### Черниговская область
| Тип     | Старое название    | Район/Горсовет                      | Новое название      | Ссылка         |
| ------- | ------------------ | ----------------------------------- | ------------------- | -------------- |
| село    | Петровское         | Бахмачский, Халимоновский сельсовет | Вишнёвое            | ПВРУ 1374-VIII |
| село    | Петровское         | Бахмачский, Фастовецкий сельсовет   | Вишнёвое            | ПВРУ 984-VIII  |
| село    | Червоная Зирка     | Бахмачский                          | Залесье             | ПВРУ 984-VIII  |
| село    | Дзержинского       | Бобровицкий                         | Молодёжное          | ПВРУ 1353-VIII |
| село    | Червоноармейское   | Бобровицкий                         | Вишнёвое            | ПВРУ 1353-VIII |
| село    | Большевик          | Борзнянский                         | Забеловщина Вторая  | ПВРУ 1037-VIII |
| село    | Кировское          | Борзнянский                         | Остров Надежды      | ПВРУ 1353-VIII |
| село    | Червоная Украина   | Борзнянский                         | Украинка            | ПВРУ 1353-VIII |
| село    | Червоный Остер     | Борзнянский                         | Остер               | ПВРУ 984-VIII  |
| село    | Радянское          | Городнянский                        | Слобода             | ПВРУ 1353-VIII |
| село    | Жовтневое          | Ичнянский                           | Новая Ольшана       | ПВРУ 1377-VIII |
| село    | Пролетарское       | Ичнянский                           | Боярщина            | ПВРУ 1377-VIII |
| село    | Петровское         | Козелецкий                          | Мостище             | ПВРУ 1377-VIII |
| село    | Жовтневое          | Коропский                           | Рождественское      | ПВРУ 1377-VIII |
| село    | Пролетарское       | Коропский                           | Полесское           | ПВРУ 984-VIII  |
| село    | Свердловка         | Коропский                           | Деснянское          | ПВРУ 984-VIII  |
| село    | Червоная Поляна    | Коропский                           | Поляна              | ПВРУ 984-VIII  |
| село    | Червоное           | Коропский                           | Былка               | ПВРУ 1377-VIII |
| село    | Червоный Лан       | Коропский                           | Некрытое            | ПВРУ 984-VIII  |
| село    | Червоный Ранок     | Коропский                           | Ранок               | ПВРУ 1037-VIII |
| посёлок | Комсомольское      | Корюковский                         | Должик              | ПВРУ 984-VIII  |
| село    | Червоная Буда      | Корюковский                         | Романовская Буда    | ПВРУ 984-VIII  |
| село    | Червоный Должик    | Корюковский                         | Бурковка            | ПВРУ 984-VIII  |
| село    | Жовтневое          | Менский                             | Покровское          | ПВРУ 1037-VIII |
| село    | Лениновка          | Менский                             | Сахновка            | ПВРУ 984-VIII  |
| село    | Память Ленина      | Менский                             | Загоровка           | ПВРУ 984-VIII  |
| посёлок | Чапаевка           | Менский                             | Садовое             | ПВРУ 984-VIII  |
| село    | Червоный Маяк      | Менский                             | Овчаровка           | ПВРУ 984-VIII  |
| село    | Червоные Горы      | Менский                             | Святые Горы         | ПВРУ 984-VIII  |
| село    | Червоные Луки      | Менский                             | Луки                | ПВРУ 984-VIII  |
| село    | Червоные Партизаны | Менский                             | Новые Броды         | ПВРУ 984-VIII  |
| село    | Григоровка         | Нежинский                           | Мыльники            | ПВРУ 1353-VIII |
| село    | Григоро-Ивановка   | Нежинский                           | Нежинское           | ПВРУ 1353-VIII |
| село    | Радгоспное         | Нежинский                           | Яблоневое           | ПВРУ 1353-VIII |
| село    | Червоный Колодязь  | Нежинский                           | Чистый Колодязь     | ПВРУ 1377-VIII |
| село    | Червоный Шлях      | Нежинский                           | Станция Лосиновская | ПВРУ 1353-VIII |
| село    | Кирово             | Новгород-Северский                  | Троицкое            | ПВРУ 1037-VIII |
| село    | Красное            | Новгород-Северский                  | Сапожков Хутор      | ПВРУ 984-VIII  |
| село    | Жовтень            | Носовский                           | Лесовые Хуторы      | ПВРУ 1353-VIII |
| село    | Карла Маркса       | Носовский                           | Вербовое            | ПВРУ 1353-VIII |
| село    | Кировка            | Носовский                           | Платоновка          | ПВРУ 1377-VIII |
| село    | Червоные Партизаны | Носовский                           | Володькова Девиця   | ПВРУ 1377-VIII |
| село    | Шлях Ильича        | Носовский                           | Яблоновка           | ПВРУ 1353-VIII |
| село    | Владимировка       | Прилукский                          | Димировка           | ПВРУ 1037-VIII |
| село    | Воровского         | Прилукский                          | Свитанково          | ПВРУ 1037-VIII |
| село    | Жовтневое          | Прилукский                          | Дмитровка           | ПВРУ 1037-VIII |
| село    | Коммуна            | Прилукский                          | Лесовое             | ПВРУ 984-VIII  |
| село    | Пролетарское       | Прилукский                          | Ладовщина           | ПВРУ 984-VIII  |
| село    | Незаможное         | Репкинский                          | Вертеча             | ПВРУ 1353-VIII |
| село    | Пролетарская Рудня | Репкинский                          | Рудня               | ПВРУ 984-VIII  |
| село    | Червоная Гута      | Репкинский                          | Гута                | ПВРУ 984-VIII  |
| село    | Жовтневое          | Семёновский                         | Янжулевка           | ПВРУ 1353-VIII |
| село    | Першотравневое     | Семёновский                         | Хандобоковка        | ПВРУ 984-VIII  |
| село    | Ульяновское        | Семёновский                         | Бронивы             | ПВРУ 1377-VIII |
| село    | Червоный Гай       | Семёновский                         | Берёзовый Гай       | ПВРУ 984-VIII  |
| село    | Червоный Пахарь    | Семёновский                         | Лубьяное            | ПВРУ 1377-VIII |
| село    | Горького           | Сребнянский                         | Антишки             | ПВРУ 984-VIII  |
| село    | Сильченково        | Талалаевский                        | Старая Талалаевка   | ПВРУ 1353-VIII |
| село    | Червоный Плугатарь | Талалаевский                        | Плугатарь           | ПВРУ 1353-VIII |
| село    | Радянская Слобода  | Черниговский                        | Трисвятская Слобода | ПВРУ 1377-VIII |
| село    | Ульяновка          | Черниговский                        | Вознесенское        | ПВРУ 1037-VIII |
| село    | Червоное           | Черниговский                        | Жидиничи            | ПВРУ 1353-VIII |
| город   | Щорс               | Сновский                            | Сновск              | ПВРУ 1353-VIII |
| село    | Петровка           | Борзнянский                         | Махновка            | ПВРУ 1467-VIII |

## Объекты метрополитена и  железнодорожного транспорта
| Тип          | Старое название               | Метрополитен | Новое название         | Нормативный акт |
| ------------ | ----------------------------- | ------------ | ---------------------- | --------------- |
| Станция      | Советская                     | Харьковский  | Площадь Конституции    |                 |
| Станция      | Московский проспект           | Харьковский  | Турбоатом              |                 |
| Станция      | Маршала Жукова                | Харьковский  | Дворец спорта          |                 |
| Станция      | Советской Армии               | Харьковский  | Армейская              |                 |
| Станция      | Пролетарская                  | Харьковский  | Индустриальная         |                 |
| Станция      | Метростроителей имени Ващенко | Харьковский  | Метростроителей        |                 |
| Станция      | Площадь Восстания             | Харьковский  | Защитников Украины     |                 |
| Метрополитен | Днепропетровский              | Днепровский  | Днепровский            |                 |
| Станция      | Коммунаровская                | Днепровский  | Покровская             |                 |
| Станция      | Петровка                      | Киевский     | Почайна                |                 |
| Линия        | Куренёвско-Красноармейская    | Киевский     | Оболонско-Теремковская |                 |

| Тип               | Старое название              | Железная дорога | Новое название         | Нормативный акт |
| ----------------- | ---------------------------- | --------------- | ---------------------- | --------------- |
| Станция           | Киев-Московский              | Юго-Западная    | Киев-Демиевский        |                 |
| Станция           | Днепропетровск-Главный       | Приднепровская  | Днепр-Главный          |                 |
| Станция           | Днепропетровск-Южный         | Приднепровская  | Днепр-Лоцманская       |                 |
| Станция           | Баглей                       | Приднепровская  | Запорожье-Каменское    |                 |
| Локомотивное депо | Октябрь                      | Южная           | Харьков-Главное        |                 |
| Станция           | Днепродзержинск-Пассажирский | Приднепровская  | Каменское-Пассажирское |                 |
| Станция           | Кировоград                   | Одесская        | Кропивницкий           |                 |
| Станция           | Радгосп                      | Донецкая        | Андреевская            |                 |
| Станция           | Колгоспка                    | Приднепровская  | 146 км                 |                 |